# Авиационные термины
| # А Б В Г Д Е Ё Ж З И К Л М Н О П Р С Т У Ф Х Ц Ч Ш Щ Э Ю Я |

## А
- Аберрация (оптических систем) — погрешность изображения, даваемого оптическими инструментами с точно изготовленной оптикой. Сущность явления в том, что лучи, вышедшие из одной точки, после прохождения через объектив снова в одной точке не собираются, искажая масштаб и форму изображений. Различают А. геометрические (сферическая, кома, астигматизм, дисторсия), хроматические и дифракционные. При расчёте и изготовлении объектива величину А. уменьшают подбором линз с противоположными по знакам и взаимно уничтожающимися А. Полностью устранить А. невозможно.
- Аварийная радиостанция — средство радиосвязи экипажа самолёта, потерпевшего бедствие, с базами и самолётами поисково-спасательной службы (ПСС). Связь осуществляется на специально выделенных для этой цели частотах (например: 2182, 4364, 8364, 12546 кГц; 121,5 и 243 МГц)
- Авиаль — сокр. от авиационный алюминий. Сплав (алюминий с магнием, кремнием и медью), применяемый для ковки и штамповки. Имеет в промышленности маркировку — АВ, АВМ, АВТ и др.
- АвиаВНИТО (уст.) — всесоюзное авиационное научное инженерно-техническое общество. Было организовано в СССР с целью пропаганды авиационно-технических знаний среди широких масс населения. А. функционировало с 1932 года и до начала Великой Отечественной войны.
- Авианосец — один из классов морских военных кораблей, предназначенный для перевозки, взлёта и посадки базирующихся на нём самолётов, действующих в составе флота.
- Авиадарм (уст.) — центральный орган управления боевых действий авиации и воздухоплавательных частий Красного воздушного флота в гражданскую войну. А. функционировал при полевом штабе Главнокомандующего вооружёнными силами Советской Республики с 1918 по 1921 г.
- Авиагоризонт, АГ — гироскопический прибор, позволяющий определять пространственное положение летательного аппарата в условиях плохой видимости или отсутствия видимости естественного горизонта. АГ определяет и индицирует текущие крен и тангаж воздушного судна. АГ бывают автономные, в виде единого изделия, и дистанционные — когда прибор индикации и гироагреат являются разными изделиями.
- Авиаремонтное предприятие — заводы, мастерские и др. предприятия, основным видом деятельности которых является проведение различных видов ремонта (плановых, текущих, профилактических, восстановительных и т.п.) воздушных судов, авиадвигателей, бортового оборудования, других изделий, попадающих под категорию авиационная техника. Помимо ремонтных работ, на авиаремонтном предприятии выполняются доработки АТ по бюллетеням промышленности и переоборудование ВС.
- Авиаремонтный завод, АРЗ — номерное ведомственное высокоорганизованное промышленное предприятие по ремонту авиационной техники, выполнения доработок по бюллетеням и  переоборудования объектов АТ. В СССР АРЗ были образованы в середине 20-го века на основе крупных мастерских и рембаз. Собственные АРЗ имели: «Аэрофлот», ВВС, Ав. ВМФ, АПВО и т.д. Значительная часть АРЗ при СССР по форме организации были воинскими частями, в 21-м веке это коммерческие предприятия в ведомственном подчинении.
- Авиаремонтная мастерская, АРМ — организация, предназначенная для выполнения профилактического, текущего и эксплуатационного ремонта авиационной техники. В военной авиации авиаремонтные мастерские бывают стационарные, приписанные к конкретной точке базирования (аэродрому), и подвижные, приданные лётным частям (подразделениям), в последнем случае они оснащаются всем необходимым оборудованием с размещением на спецавтомобилях или другом транспорте (например, на железнодорожном составе или специализированных транспортных  самолётах (вертолётах)).
- Авиационно-техническое имущество, АТИ — расходные и запасные части к летательным аппаратам и всё, что связано с повседневной эксплуатацией авиатехники: авиадвигатели, сборочные узлы, агрегаты, блоки, приборы, другое самолётное оборудование и имущество; инструмент и принадлежности; контрольно-проверочная аппаратура; различные приспособления и др. техника.
- Авиационная авария — лётное происшествие, повлёкшие за собой повреждение летательного аппарата либо его полное разрушение, но не сопровождавшееся гибелью экипажа или пассажиров.
- Авиационное вооружение — совокупность комплексов, систем, агрегатов и средств, предназначенных для боевого воздействия на противника или обеспечения такого воздействия[1]. Также к авиационному вооружению относится десантно-транспортное оборудование транспортных и поисково-спасательных самолётов и вертолётов.
- Авиационное горючее — это высокооктановый этилированный авиационный бензин (производится из алкилата, изомеризата, бензина каталитического риформинга, толуола или других компонентов с высокой химической стабильностью с добавлением этиловой жидкости, антиокислителя и красителя) или авиационный бензол (смесь бензола, толуола и ксилола). Область применения А.г. — поршневые авиамоторы.
- Авиационная катастрофа — лётное происшествие с человеческими жертвами
- Авиационное оборудование (АО) летательных аппаратов — это различное бортовое электрическое и электронное оборудование, аппаратура и системы, не относящиеся к радиооборудованию — средствам радиолокации, радионавигации, радиосвязи; в общем смысле это всё бортовое оборудование, в своей работе не использующее напрямую радиоволны, и не относящееся к системам вооружения летательного аппарата. В состав АО воздушного судна входят: электрооборудование, электронные и электрические системы управления силовыми установками, электронная автоматика АО, приборное оборудование, кислородное оборудование, защитное снаряжение лётчика, фотографические и тепловые средства разведки и поиска, специальные (нерадиотехнические) средства поиска подводных лодок, бортовые автоматизированные средства контроля, бортовые устройства регистрации полётных данных общего назначения[2].
- Авиационное происшествие — связанное с лётной эксплуатацией воздушного судна событие, которое привело к гибели либо серьёзным травмам какого-либо лица (лиц), существенному повреждению либо утрате этого воздушного судна.
- Авиационное топливо (или реактивное топливо) — смесевое углеводородное топливо для турбореактивных и турбовинтовых двигателей, изготавливаемое на основе бензино-лигроино-керосиновой фракции нефти, с добавлением комплекса различных присадок. Официально называется: топливо для реактивных двигателей или реактивное топливо (ГОСТ 10227-2013)
- Шаблон:Авиационные работы — работы, выполняемые с использованием полетов воздушных судов в сельском хозяйстве, строительстве, для охраны и защиты окружающей природной среды, оказания медицинской помощи и других целей.
- Авиационный тренажёр — техническое средство обучения лётного состава, обеспечивающие приобретение лётными экипажами специальных знаний и формирование (поддержание) у них навыков и умений по технике пилотирования, самолётовождению, боевому применению имитируемой АТ, действиям в особых ситуациях, а также контроль уровня приобретённых навыков и умений. Т. бывают комплексные, пилотажные и специализированные (процедурные).
- Акробатический полёт — не требуемые для нормального полёта, преднамеренно выполняемые воздушным судном манёвры, характеризующиеся резким изменением его пространственного положения, необычным пространственным положением или необычным изменением скорости
- Авианосная авиация, также известна как палубная или корабельная авиация — подгруппа морской авиации государства, при выполнении задач базирующаяся на авианесущих кораблях, которые в свою очередь бывают одиночного или группового базирования.  А. а. имеет на вооружении летательные аппараты, специально спроектированные и приспособленные к полётам с палубы авианесущего корабля и ориентированные на работу в интересах флота. Для постоянного базирования авианосной авиации имеются береговые аэродромы, аналогичные по структуре аэродромам ВВС.
- Авиация воздушно-десантных войск — авиационная структура в составе ВДВ СССР/РФ, существовавшая с 1957 по 2010 год. Основное назначение — обеспечение учебного процесса десантников в части воздушно-десантной подготовки. Авиапарк состоял в основном из самолётов Ан-2 и вертолётов Ми-8.
- Авиация военно-морского флота, АВМФ или Ав. ВМФ — части и соединения авиации, входящие в структуру военно-морских сил государства и ориентированные на выполнение задач в интересах ВМС. Периодически может привлекаться для выполнения задач в интересах сухопутных войск или иных государственных структур. При позднем СССР в составе Ав. ВМФ имелось более пятидесяти авиационных полков.
- Авиация военно-транспортная, ВТА — вид военно-воздушных сил. Предназначена для десантирования воздушных десантов, перевозки войск и различных грузов. Была сформирована 14 мая 1955 года из Десантно-транспортной авиации Воздушно-десантных войск СССР.
- Авиация внутренних войск МВД СССР[3] — авиационная структура в составе ВВ МВД. Была сформирована в 1979 году.
- Авиация войск гражданской обороны — структура в войсках ГО СССР. Переформирована в авиацию МЧС РФ.
- Авиация корпуса морской пехоты США (англ. United States Marine Corps Aviation) — авиационные подразделения в составе американской морской пехоты. Включает три авиационных крыла постоянной готовности и одно авиакрыло резерва. В каждом авиакрыле обычно до 4 авиационных групп МП, которые по предназначению делятся на авиационные, группы управления и связи и группы тылового обеспечения. Каждая авиагруппа МП состоит из нескольких подразделений (Aircraft Squadron — дословно эскадрон воздушных судов, в русс. интерпретации — авиаэскадрилья): штабной эскадрильи (MAG HQА), до четырёх авиаэскадрилий различного назначения (самолётные, вертолётные, эскадрильи конвертопланов), ремонтной эскадрильи обслуживания (MALS) и эскадрильи тылового материально-технического обеспечения (MWSS).
- Авиация космических войск СССР — специальная авиация, подчинялась начальнику авиации Управления начальника космических средств МО СССР (начальник авиации ГУКОС). Обеспечивала деятельность космодрома Байконур, выполняла задачи при запуске космических аппаратов и крылатых ракет. Обеспечивала учебный процесс лётной и специальной подготовки космонавтов. Авиация космических войск в 2009 году передана в состав ВВС.
- Авиация пограничных войск КГБ СССР — авиационные подразделения в составе погранвойск КГБ (НКВД, МГБ) СССР. Авиация ПВ впервые была сформирована в 1932 году и просуществовала в примерно таком виде до распада СССР, затем была переименована в Авиацию Федеральной пограничной службы РФ (Ав. ФПС РФ, до 2003 года). В период 2003-2005 гг. вся авиация погранвойск РФ была переформирована в Авиацию ФСБ и выполняет, помимо функций пограничной авиации, также задачи береговой охраны и другие задачи в интересах своего ведомства. На вооружении в основном транспортные и транспортно-боевые вертолёты, военно-транспортные самолёты и некоторое количество патрульных самолётов береговой охраны.
- Авиация противовоздушной обороны, АПВО — части и подразделения истребительной авиации, предназначены для прикрытия во взаимодействии с зенитными ракетными войсками  промышленно-экономических районов, политико-административных центров и др. важнейших объектов на территории страны от ударов с воздуха. В СССР авиация ПВО являлась одной из самых многочисленных авиационных структур по количеству подразделений и летательных аппаратов. Авиация ПВО как самостоятельная структура просуществовала до 1998 года.
- Авиация разведывательная — род авиации Военно-воздушных сил. А. р. предназначена для ведения воздушной разведки с целью обнаружения группировок сил и средств противника и различных объектов в тактической, оперативной и стратегической глубине.
- Авиация ракетных войск стратегического назначения — авиационные подразделения в подчинении РВСН. Авиация в структуре РВСН существовала с 1959 по 2011 г. и была передана в ВВС.
- Авиация санитарная — авиация, в общем смысле предназначенная для целей медико-санитарного обслуживания армии и гражданского населения.
- Армейская авиация, АА — части и подразделения авиации, ориентированные на работу исключительно в интересах сухопутных войск, т.е. армии. А.А. может структурно входить в формирования сухопутных войск (СВ) либо же быть самостоятельной структурой в оперативном подчинении командования СВ.
- Авиетка (уст. )— легкомоторный самолёт обычно кустарного производства.
- Автожир — (фр. autogyre, от греч. autos — сам и gyros — круг, вращение) — винтокрылый аппарат тяжелее воздуха, у которого подъёмная сила создаётся несущим винтом, в полёте вращающимся свободно (без привода от двигателя) под воздействием набегающего потока воздуха. Для создания необходимой для авторотации несущего винта скорости полёта на автожирах используется силовая установка (мотор), работающая на свой тянущий или толкающий винт.
- Авиатранспорт (уст.) — сокр. от авиационный транспорт, транспортное военное судно (плавбаза), применявшееся для перевозки и выпуска в воздух с помощью катапульты гидросамолётов. После выполнения задания гидросамолёт садился на воду и поднимался на палубу А. с помощью корабельного крана. А. — предшественник современных авианосцев. См. основную статью: Гидроавианосец
- Автомат защиты сети (АЗС) — электромеханическое устройство, служащее для автоматического размыкания цепи в самолётных сетях электрооборудования при наличии в них тока более заданной величины.
- Автомат перекоса — механизм несущего винта вертолета, предназначенный для циклического изменения угла установки лопастей несущего винта.
- Автоматический радиобуй — автоматический радиомаяк, предназначенный для подачи сигнала бедствия в случае вынужденного приземления или приводнения воздушного судна[4]
- Автоматический радиокомпас, АРК — радиоэлектронный прибор, бортовой радиопеленгатор, предназначенный для навигации летательных аппаратов по сигналам наземных радиостанций путём непрерывного измерения курсового угла радиостанции.
- Автостартер — специальный аэродромный автомобиль, предназначенный для запуска поршневого мотора самолёта путём принудительной раскрутки его через храповую втулку воздушного  винта. А. использовались в основном в период ВМВ.
- Автопилот, АП — устройство, способное управлять летательным аппаратом без участия летчика, в первую очередь стабилизировать траекторию движения ЛА в пространстве и автоматически парировать внешние возмущения.
- Авторотация — самовращение (букв.), то есть это режим вращения воздушного винта летательного аппарата или турбины двигателя, при котором энергия, необходимая для вращения, отбирается от набегающего на винт потока воздуха.
- Аммотол — бризантное взрывчатое вещество для снаряжения авиационных  бомб (50% тротила и 50% аммонийной селитры). Вследствие высокой гигроскопичности, эта смесь не допускает длительного хранения боеприпасов. Может применяться для снаряжения а/б только в военное время.
- Ампула зажигательная — широко применявшейся в годы ВМВ кассетный боеприпас. Представлял собой тонкостенную металлическую ёмкость шарообразной формы, заправленную зажигательной смесью, самовоспламеняющейся при контакте с воздухом. При падении на землю ампулы разрушаются, образуя многочисленные очаги пожара. Например, самолёт Ил-2 мог взять на борт до 200 ампул АЖ-2.
- Анероид — круглая плоская профилированная металлическая коробка, из которой почти полностью удален воздух. Обычно остаточное давление внутри анероидной коробки составляет 0,1—0,3 мм рт. ст. Применяются в указателях скорости, высотомерах и др. авиационных анероидно-мембранных приборах для измерения статического давления на высоте полета
- Ангар — арочное защитное сооружение
- Аноксия — кислородное голодание. Различают местную А. — кислородное голодание тканей или органов, и общую А. — кислородное голодание организма.
- Аппендикс — матерчатый рукав в оболочке аэростата, применяемый для впуска и выпуска газа, а также для проникновения людей внутрь оболочки с целью её осмотра или ремонта.
- Ареометр — прибор (в виде стеклянного поплавка-трубки с грузом внизу и шкалой внутри поплавка) для измерения плотности какой-либо жидкости. А. погружается в жидкость тем ниже, чем меньше её плотность. При эксплуатации авиатехники различные ареометры применяется в лабораториях ГСМ — для проверки плотности топлива, и на зарядных станциях, для  проверки плотности электролита в аккумуляторных батареях.
- Арматура — термин,  применяемый к комплекту стандартных деталей, предназначенных для обеспечения работы основных частей агрегатов или систем оборудования самолёта. К авиационной арматуре относят краны, клапаны, фильтры, штуцеры, заправочные горловины, отстойники, фланцы, скобы, хомуты, ленты и т.п. Отдельной категорией выделяется электрическая самолётная арматура.
- Арретир — устройство для фиксации чувствительного элемента различных точных приборов в нерабочем положении, для исключения их случайной поломки.
- Астрокупол — прозрачный колпак (блистер) на верхней поверхности фюзеляжа некоторых ЛА. Предназначен для обзора неба при работе с ручным секстантом и совмещенным астрокомпасом.
- Астролюк — окно (застекленное отверстие) в верхней части фюзеляжа самолёта, для вывода головок секстантов, а также фотоэлектрических головок астрокомпасов и астроориентаторов.
- Астронавигация — это один из старейших методов определения своего местоположения в безориентирной местности. Ранее астрономическая навигация являлась основным способом определения координат и курса морских судов. Существует целый ряд  методов определения географических координат посредством астрономических наблюдений. С развитием радионавигации и спутниковых систем астронавигация потеряла свою актуальность для навигации воздушных судов, но продолжает использоваться в качестве активного резерва.
- Астроориентатор — дистанционный навигационный прибор, непрерывно отслеживающий положение двух светил с помощью фотоэлектрических следящих систем. А. автоматически рассчитывает в полете скорость, курс и координаты местоположения самолёта.
- Атака групповая — атака группой самолётов, выполняемая одновременно, последовательно или поочередно.
- Атака последовательная — тактический прием, применяемый летчиками-истребителями при атаке воздушных целей и истребителями-бомбардировщиками (штурмовиками) при атаке наземных целей. Такая атака выполняется одиночными самолётами или группами, следующими друг за другом на дистанциях, позволяющих открывать огонь очередному самолёту (группе), как только впереди идущий самолёт (группа) начнет выход из атаки.
- Атмосфера нормальная — это воздушная среда, состояние которой на уровне моря характеризуется давлением 1,033 кг/см2, плотностью 0,125 кг·сек2/м4 и температурой +15°С. Этот параметр применяется при расчетах траекторий бомб и снарядов.
- Атмосфера стандартная — воздушная среда, состояние которой характеризуется условным (близким к среднему) распределением основных термодинамических параметров атмосферы, т.е.  температуры, давления, плотности, скорости звука, и др., с высотой, применяемым для приведения результатов расчетов и измерений характеристик летательных аппаратов и двигателей к одинаковым атмосферным условиям, для градуировки приборов, при обработке результатов геофизических и метеорологических измерений и т. д. Расчет стандартной атмосферы производится по барометрической формуле. Основные физические характеристики стандартной атмосферы до высоты 200 км  были в СССР расписаны в ГОСТ4401—64.
- Атмосферное давление — гидростатическое давление, оказываемое атмосферой на все находящиеся в ней предметы. В каждой точке определяется весом вышележащего столба воздуха. Нормальным на уровне поверхности земли условно считается давление 760 мм рт.ст. (101325 Па)
- Аэронавигационный маяк — аэронавигационный наземный огонь постоянного или проблескового излучения, видимый со всех направлений и служащий для обозначения определённой точки на земной поверхности.
- Аэродром — определённый участок земной или водной поверхности, включая любые здания, сооружения и оборудования, и предназначенный полностью или частично для прибытия, отправления и движения по этой поверхности воздушных судов[5].
- Аэродром горный — аэродром, расположенный на местности с пересеченным рельефом и относительными превышениями 500 м и более в радиусе 25 км от контрольной точки аэродрома, а также аэродром, расположенный на высоте 1 000 м и более над уровнем моря.
- Аэродром грунтовый —  аэродром, на котором нет искусственного твёрдого покрытия (бетона, асфальта). В ряде случаев для повышения эксплуатационных характеристик грунтового аэродрома (при распутице) могут укладываться полосы специального железного легкосборного покрытия.
- Аэродром запасной — аэродром, предназначенный для посадки воздушного судна в случае, когда использование аэродрома назначения невозможно. Запасным может быть также и аэродром вылета
- Аэродром назначения — аэродром, на котором посадка воздушного судна предусмотрена планом полета или заданием на полет. Аэродромы назначения подразделяются на аэродромы промежуточной и конечной посадки
- Аэродромный маяк — аэронавигационный маяк, используемый для определения с воздуха местоположения аэродрома.
- Аэродромный передвижной агрегат, АПА — специальный автомобиль, представляющий собой энергоузел, смонтированный на базовом шасси и предназначенный для долговременного аэродромного питания бортовой электрической сети летательных аппаратов. Используется при техническом обслуживании воздушных судов, их подготовке к вылету и для запуска основных двигателей  или ВСУ.
- Аэродромный полет — полет, выполняемый в районе аэродрома (аэроузла) взлета.
- Аэродромный узел — в общем смысле это район в установленных границах с двумя и более аэродромами, организация и выполнение полётов на которых требуют согласования и координации. Накануне ВОВ, в соответствии с требованиями действующих тогда рук. документов, под аэродромным узлом понимали сеть близкорасположенных  аэродромов базирования одной воинской авиационной части (полк или бригада), при этом на каждом таком аэродроме размещалась одна авиационная эскадрилья (временно допускалось базирование двух или трёх эскадрилий) со структурами обеспечения. Каждый аэродромный узел должен был иметь не менее двух запасных аэродромов.
- Аэронавигационная информация — сведения (аэронавигационные данные) об аэродромах, аэроузлах, элементах структуры воздушного пространства и средствах радиотехнического обеспечения (РТО) аэродрома, необходимые для организации и выполнения полетов.
- Аэропорт — коммерческое транспортное предприятие, осуществляющее регулярный приём и отправку пассажиров, багажа, грузов и почты, организацию и обслуживание полётов воздушных судов. Включает в себя аэродром, аэровокзал, грузовые терминалы, а также комплекс наземных сооружений служб аэропорта.
- Аэростат — летательный аппарат легче воздуха. Аэростаты подразделяются на пилотируемые, автоматические, привязные и свободные
- Аэростат автоматический — аэростат, имеющий автоматические устройства для полета на различных высотах, сбрасывания грузов в заданный район, прекращения полета и спасения аппаратуры. А. а. используется главным образом в струйных течениях, имеющих устойчивое направление. А.а. может быть применен для ведения разведки, создания помех радиотехническим средствам и средствам связи, а также в качестве носителя боевых средств.
- Аэростат дрейфующий — аэростат, запускаемый на определённую высоту, где имеются струйные течения с постоянным и устойчивым направлением (скорость течения 100—250 км/ч). Вместе с массой воздуха этот аэростат движется (дрейфует) в направлении движения слоя воздуха. А. д. оснащаются фотоконтейнерами или другой аппаратурой. Фотоснимки привязываются к местности с помощью астронавигационного блока. Слежение за А. д. осуществляется корабельными и наземными радиопеленгаторами по сигналам аэростатного передатчика.
- Аэростат заграждения — привязной аэростат, широко используемый в годы ВМВ в объектовой ПВО. Наличие А. з. вынуждает неприятельские самолёты обходить зону заграждения или выполнять полет на больших высотах, что снижает вероятность поражения целей при бомбометании и увеличивает потери от огня зенитных средств.
- Аэростат наблюдения — привязной аэростат с подвесной гондолой для экипажа, снабженный средствами связи с землей. А. н. служит для наблюдения за полем боя, для разведки целей и корректирования арт. огня. Такие аэростаты широко применялись в годы первой мировой войны.
- Аэрофотоаппарат, АФА — оптико-механический авиационный прибор (фотоаппарат), устанавливаемый на ЛА и предназначенный для аэрофотосъёмки земной поверхности. По назначению аэрофотоаппараты делят на топографические и обзорные, по времени применения — на дневные, ночные и универсальные, по принципу действия — на кадровые, щелевые и панорамные.Типовой АФА состоит из фотокамеры с объективом, аэрофотоустановки для размещения фотокамеры и командного прибора дистанционного управления (пульта).
- Аэрофотослужба, АФС — одна из специальных служб в военной авиации, занимающаяся организацией воздушного фотографирования, обеспечением его необходимыми средствами и обработкой результатов фотографирования. АФС в авиационном полку подчиняется начальнику разведки полка.

## Б
- База авиационная (авиабаза) — 1. Совокупность тыловых авиационных учреждений, ремонтных органов и материально-технических служб, предназначенных для обеспечения базирования и боевых действий авиационных объединений (отдельных авиац. соединений). 2. Крупный капитально оборудованный аэродром, обеспечивающий все виды деятельности базирующейся на нем авиации. 3. Авиационная воинская часть в РФ, которая включает в себя лётные и инженерно-технические подразделения, а также  структуры тылового и материально-технического обеспечения.
- База авиационно-техническая, АТБ или АТехБ (в военной авиации) — организация (в/часть) тылового и материально-технического обеспечения аэродрома и авиационного гарнизона. Аналогичная структура в ВВС стран НАТО называется эскадрон поддержки.
- База авиационно-техническая, АТБ (в гражданской авиации) — в инженерно-авиационной службе организационно-обособленный комплекс производственных и функциональных  структур авиапредприятия, осуществляющих инженерно-авиационное обеспечение полетов.
- База шасси — расстояние между центрами площадей контактов колёс, лыж или поплавков главной и передней (задней) опор шасси ЛА.
- Базовая авиация — части и соединения авиации, находящиеся в подчинении командования военно-морской базы.
- Бакелитовая фанера — конструкционный материал, представляющий собой многослойную фанеру, состоящую из нескольких перпендикулярно склеенных слоев шпона, пропитанных фенолоформальдегидной смолой. Б. Ф. имела самое широкое применение в авиации в середине 20-го века, из неё изготавливали элементы каркаса планера и обшивку крыла.
- Балансировка ЛА (в полёте) — обеспечение равновесия действующих на ЛА в полёте моментов сил относительно одной или нескольких осей связанной системы координат с началом в его центре тяжести и (или) сил, действующих вдоль тех или иных осей координат.
- Балласт (или балластный груз) — груз, используемый на дирижаблях и свободный аэростатах для изменения высоты полёта и статического уравновешивания. На  самолётах Б. также применяется в ряде случаев, с целью соблюдения допустимого диапазона центровок.
- Баллистическая траектория	— траектория движения ЛА, авиационной бомбы, баллистической ракеты или др. летающего объекта при отсутствии тяги, управляющих сил и моментов и аэродинамической подъёмной силы.
- Баллонет — наполненная газом камера. Б. обеспечивает у дирижаблей и привязных аэростатов постоянство формы корпуса (оболочки) при изменение температуры и барометрического давления, а у свободных аэростатов с экипажем — регулирование зоны выполнения. Располагаются в нижней части оболочки. На мягких и полумягких дирижаблей Б. бывает от 1 до 4. На полужёстких дирижаблях, разделённых поперечными диафрагмами на отсеки, имеются во всех отсеках. Также Б. называют, например, надувные поплавки на вертолетах морского базирования.
- Барограмма полёта — график временной зависимости высоты полёта. При различных лётных испытаниях ЛА для записи барограммы на борт устанавливаются различные самописцы-барометры (барографы).
- Барометр —  прибор для измерения атмосферного давления.
- Барометрическая высота — атмосферное давление, выраженное в величинах абсолютной высоты, соответствующей этому давлению по стандартной атмосфере.
- Баротравма — травма, вызванная резким изменением барометрического давления (например, при подъёме на высоту или снижении ЛА), сопровождающаяся болевыми ощущениями. Нарастание барометрического давления переносится болезненней, чем его падение. Наиболее чувствительные к быстрым изменениям давления лёгкие, придаточные пазухи носа и среднее ухо.
- Бафтинг — резонансные колебания (тряска) элементов конструкции самолёта, вызванные завихрённым потоком воздуха при обтекании элементов.
- Безопасная высота полета — минимально допустимая высота полета воздушных судов, гарантирующая от столкновения с земной (водной) поверхностью или с препятствиями на ней.
- Безопасность полёта — свойство воздушного судна, характеризующее способность обеспечивать завершение полёта в ожидаемых условиях эксплуатации без нанесения вреда лицам или имуществу.
- Беспилотный ЛА, БПЛА — любой летательный аппарат, спроектированный для полёта без экипажа на борту. По назначению бывают народнохозяйственные, спортивные и военные. Различают одно- и многоразовые БПЛА. Управление полётом БПЛА может осуществляться с помощью бортовых устройств или дистанционно оператором.
- Бимс (англ. досл. — балка или брус) — элемент продольного усиления больших вырезов в конструкции силового каркаса летательного аппарата в виде балки коробчатого сечения. Обычно применяется в самолётах, имеющих большие вырезы в фюзеляже для грузовых дверей, погрузочных рамп и грузоотсеков.
- Биплан — самолёт с двумя несущими поверхностями (крыльями), расположенными вертикально одна над другой, с выносом или без такового.
- Блистер (на летательном аппарате) — выступающий за пределы обвода фюзеляжа прозрачный круглый или каплеобразный обтекатель. Б. предназначен для обеспечения членам экипажа необходимого обзора при выполнении своих обязанностей в полёте.
- Боевая авиация — части и соединения военной авиации, предназначенные для непосредственного выполнения боевых задач.
- Боевая готовность авиационной техники — состояние АТ, определяющее степень её готовности к выполнению боевых задач. Определяется исправностью АТ и временем, необходимым на её подготовку к выполнению боевых задач.
- Боевая живучесть (летательного аппарата) — способность ЛА после воздействия на него средств поражения противника продолжать полёт с целью полного или частичного выполнения боевой задачи, возвращения на свою территорию или спасения экипажа.
- Боевой порядок — взаимное расположение самолётов (вертолетов), подразделений и частей при совместном выполнении боевого полета.
- Боевой разворот — энергичный набор высоты с одновременным разворотом ЛА на заданный угол. Выполняется классически (сначала крен увеличивается, а затем уменьшается до нуля) или по методу косой петли (с выводом ЛА в горизонтальный полёт в середине петли).
- Боевая эффективность — способность боевого ЛА решать поставленные перед ним боевые задачи. Для оценки используются различные вероятностные характеристики.
- Боекомплект — количество боеприпасов, приходящееся на единицу оружия — пушку, пулемёт, гранатомёт и т.п., или на боевой ЛА.
- Боковая полоса безопасности — спланированная площадка с покрытием или без, расположенная на одном уровне симметрично с двух сторон вдоль всей взлётно-посадочной полосы. БПБ предназначена для исключения повреждения ЛА при выкатывании за пределы ВПП. На больших аэродромах ширина ВПП вместе с БПБ должна составлять не менее 75 м.
- Болтанка — самопроизвольные волнообразные движения самолёта, возникающие при полете в турбулентной атмосфере. Болтанка вызывается главным образом восходящими и нисходящими потоками воздуха, соизмеримыми по своим масштабам с размерами самолётов. Проявляется как в виде частых и мелких толчков или бросков вверх и вниз, так и в виде относительно редких бросков самолёта вверх и вниз на десятки, а иногда и сотни метров. Болтанка считается слабой, когда прирост перегрузки достигает не более +/- 0,5 g; умеренной - до +/- 1,0 g; сильной - более +/- 1,0 g. В зависимости от характера и интенсивности Б., типа самолёта, его загрузки и скорости при полете в турбулентном воздухе возможны: потеря управления или повреждение самолёта, трудности в управлении самолётом, приводящие к быстрой утомляемости летчика, неточности в показаниях отдельных приборов и уменьшению скорости полета самолёта. Наименьшее проявление Б. на больших тяжёлых самолётах с гибким крылом и наибольшее — на лёгких летательных аппаратах. Для борьбы с болтанкой в большинстве автопилотов имеется контур демпфирования аэроупругих колебаний, который сам без участия лётчика парирует броски и несанкционированные эволюции ЛА, в значительной степени сглаживая проявления болтанки.
- Болт взрывной (пироболт) — пустотелый болт с зарядом взрывчатого вещества внутри и запалом. Используется для аварийного разъединения каких-либо устройств.
- Бомбардировочная авиация — род авиации, изначально ориентированный на нанесение ударов по противнику свободно-падающими боеприпасами, т.е. авиабомбами. Б. а. очень широко применялась во второй мировой войне, разделяясь на бомбардировочную авиацию ближнего действия (фронтовую) и авиацию дальнего действия (стратегическую). В 21-м веке бомбардировочной авиации в чистом виде практически не осталось. Б. А. трансформировалась в ударную авиацию, с возможностью нести ракетное оружие.
- Бомба авиационная, АБ — сбрасываемый с борта ЛА боеприпас, для поражения объектов на земле, на воде и под водой. По назначению бомбы делят на: основного назначения, вспомогательного назначения и специального назначения. По траектории полёта АБ делят на свободнопадающие, управляемые и самонаводящиеся. По калибру бывают АБ от 0,5 кг до 10 тонн.
- Бомба агитационная — бомба, предназначенная для транспортировки различной агитационной литературы.
- Бомба аэронавигационная — авиационная бомба, сбрасываемая с самолёта и предназначенная для создания на земле (воде) искусственных визирных точек (цветного дыма или огня).
- Бомба бетонобойная — авиац. бомба, применяемая для поражения очень прочных сооружений (фортификационных, гидротехнических, подземных и т. п.).
- Бомба бронебойная — авиац. бомба, предназначенная для поражения бронированных и особо прочных объектов (напр., военно-морские корабли, фортификационные сооружения, плотины). Б. б. имеют прочный корпус, особенно прочную головную часть, снаряжаются донным взрывателем замедленного действия; вес взрывчатого вещества бомбы составляет 30—35% общего веса бомбы.
- Бомба дымовая — авиац. бомба для создания маскирующих и ослепляющих нейтральных дымовых завес; применяется для прикрытия атаки или манёвра своих войск, наземных объектов, огневых точек и т. д. Б. д. состоит из тонкостенной металлической оболочки, снаряженной жёлтым фосфором, который при взрыве разбрасывается в радиусе 10—15 м. От действия кислорода воздуха фосфор воспламеняется и горит, выделяя большое количество белого дыма.
- Бомба зажигательная — авиац. бомба для уничтожения огнем военно-промышленных объектов, складов, хранилищ горючего и т. д. По характеру действия различают зажигательные бомбы сосредоточенного действия, создающие один мощный очаг пламени, и рассредоточенного действия, образующие при взрыве несколько очагов пламени. В качестве зажигательных веществ используются напалм, термит, электрон и твердое горючее. Б. з. снаряжаются взрывателем ударного действия с капсюлем-воспламенителем.
- Бомба кумулятивная — авиац. бомба, состоящая из корпуса, разрывного заряда с кумулятивной выемкой в головной части, обтекающего колпачка, прикрывающего выемку, стабилизатора и донного взрывателя. К Б. к. относятся противотанковые авиац. бомбы.
- Бомба манометрическая — прибор для определения величины и характера нарастания давления газов, образующихся при сжигании (разложении) порохов и взрывчатых веществ в неизменном замкнутом объёме.
- Бомба осколочная — бомба, предназначенная для поражения главным образом осколками, образующимися при взрыве цельнолитого корпуса. Осколочная бомба снаряжается обычно тротилом с динитронафталином (8— 12%).  В осколочных АБ применяются взрыватели ударного типа мгновенного действия.
- Бомба практическая — учебный боеприпас, т.е. бомба, предназначенная для обучения летного состава бомбометанию. Имеет чугунный или цементный корпус, снаряжается шлаком, универсальным патроном и трассёром. При разрыве практической бомбы образуется хорошо видимое облако днем, ночью видна вспышка.
- Бомба самонаводящаяся —  бомба, имеющая специальную аппаратуру, которая позволяет на конечном участке траектории скорректировать её падение в сторону улучшения точности попадания. Самонаведение возможно пассивным методом, когда АБ наводится на источник энергии, излучаемой целью, или активным методом, когда система наведения бомбы сама излучает энергию, которая отражается от цели. Энергия, излучаемая или отражаемая целью, может быть тепловой, звуковой, электромагнитной, статического электрического поля и т. п. Разновидностью активного самонаведения является полуактивное самонаведение, т. е. такой метод, при котором передатчик находится не в бомбе, а на самолёте, а в бомбе установлен только приемник.
- Бомба светящаяся (осветительная) — бомба, предназначенная для освещения местности при прицельном бомбометании и визуальной разведке в ночных условиях. В корпусе бомбы из тонкого железа находятся пиротехнический факел и парашют. Снаряжаются Б. с. дистанционной трубкой с капсюлем-воспламенителем. При срабатывании дистанционной трубки луч огня воспламеняет факел, который давлением образующихся газов выбрасывается из корпуса бомбы вместе с парашютом. Парашют раскрывается, и горящий факел, опускаясь на парашюте, освещает местность. В некоторых конструкциях факел может гореть не с одного, а с обоих торцов.
- Бомба фугасная — это АБ, предназначенная для поражения военно-промышленных сооружений, мостов, складов, морских транспортов и т. д. Коэффициент наполнения 40— 50%, калибр 50—10 000 кг. В фугасных бомбах применяются взрыватели ударного типа с замедлением. При большом замедлении взрывателя фугасные бомбы могут использоваться для минирования местности или отдельных объектов. Б. ф. поражают цель ударным действием и ударно-взрывной волной.
- Бомбовый прицел — техническое устройство или система на борту летательного аппарата, решающая задачу прицельного сброса груза с заданной точностью. Под грузом в первую очередь понимаются свободнопадающие боеприпасы типа авиационных бомб, но также в эту категорию попадают другие средства поражения, такие как мины, торпеды и т.п. Бомбовый прицел также применяется при прицельной выброске парашютистов и др. грузов парашютным и беспарашютным способом. Б.п. бывают оптические, электронно-оптические, оптико-телевизионные, инфракрасные, радиолокационные и т.п.
- Бомбосбрасыватель — устройство на борту ЛА, приводящее в действие замки бомбодержателей при сбросе авиабомб и позволяющее управлять порядком сброса. Как вариант — электробомбосбрасыватель (ЭСБР) — программно-временное электротехническое устройство, позволяющее автоматизировать сброс: одиночно, залпом или серией с заданными интервалами сброса.
- Бортовой комплекс обороны (ЛА), БКО — функционально связанные централизованные технические средства на борту летательного аппарата, предназначенные для своевременного определения и классификации угрозы поражения воздушного судна, выработки оптимального решения по локализации угрозы и своевременного применения средств противодействия.
- Бортовой накопитель информации — техническое устройство системы регистрации параметров полёта, в котором происходит непосредственно запись и хранение информации. На борту ЛА могут находится накопители двух типов: рабочий и аварийный. Последний помещают в ударопрочный корпус с термоизоляцией, и надписью: «Аварийный самописец».
- Бортовые аэронавигационные огни, БАНО — внешнее светотехническое оборудование, предназначенное для обозначения воздушного судна в пространстве и характера его движения. На всех воздушных судах, находящихся в полете, кроме воздушных судов, выполняющих боевую задачу или специальное задание, в период между заходом и восходом солнца, а также по указанию соответствующего органа ОВД (управления полетами) должны быть включены бортовые навигационные огни и проблесковые маяки.
- Бортовое оборудование воздушного судна — совокупность бортовых устройств (законченных сборочных единиц, включающих блоки, приборы, агрегаты и реализующих какие-либо частные технические задачи), бортовых систем (функционально связанных устройств, блоков, агрегатов, предназначенных для решения одной или нескольких частных задач) и бортовых комплексов (функционально связанных бортовых систем и устройств, объединённых общими алгоритмами и централизованными вычислительными системами, предназначенных для решения одной или нескольких задач различными способами)[1].
- Бортинженер (бортовой инженер, БИ) — должностное лицо инженерно-авиационной службы в составе летного экипажа тяжёлого самолёта. БИ имеет инженерное образование. БИ во всех случаях подчиняется командиру корабля, а по вопросам эксплуатации, технического обслуживания и ремонта авиационной техники выполняет указания инженера подразделения (эскадрильи).
- Бортовой самописец (или бортовой регистратор параметров полёта, бортовое устройство регистрации) — устройство или система на борту ВС, для записи основных параметров полёта, внутренних показателей функционирования систем летательного аппарата, переговоров экипажа и т. п. информации.
- Бортовой техник, БТ (старший бортовой техник СБТ) — должностное лицо инженерно-авиационной службы, входящее в состав летного экипажа самолёта. Имеет, как правило, среднее (средне-техническое) образование. БТ подчиняется командиру корабля (экипажа), а по вопросам эксплуатации, технического обслуживания и ремонта авиационной техники выполняет указания инженера подразделения (эскадрильи). Если в составе экипажа имеется бортовой инженер, тогда он является прямым начальником для бортового техника.
- Бортовой механик (БМ) — должностное лицо в составе экипажа ВС, младший авиационный персонал ИТС (авиамеханик) с курсом специальной подготовки.
- Бочка — поворот ЛА вокруг продольной оси на 360° и более без изменения направления движения. По типу выполнения может быть быстрой и медленной, по числу оборотов - одинарная, полуторная и многократная, по наклону траектории полёта — горизонтальная, восходящая и нисходящая
- Бригада авиационная (авиабригада) — авиационное соединение в ВВС РККА, существовавшее в период 1927— 1938 гг. Авиабригады были как  смешанные, объединявшие части различных родов авиации, так и однородные. В состав авиабригады входило несколько авиационных эскадрилий и авиационный парк. В 1938—1939 гг. все бригады ВВС РККА были реорганизованы в авиационные дивизии, в ВВС РККФ (морская авиация) этот процесс закончился к лету 1943 года. В 21-м веке авиабригады имеются в некоторых государствах.
- Бугель — металлический пояс с приваренным к нему ушком на корпусе бомбы, для её подвески на самолёт.
- Бустер — вспомогательное устройство для увеличения силы и скорости действия основного механизма (агрегата). В авиации в основном применяются гидроусилители (ГУ). Гидроусилители бывают обратимые (с обратной связью, они снимают только определённую часть нагрузки с органов управления) и необратимые (без обратной связи, они снимают всю нагрузку с органов управления полностью).
- Бортовая цифровая вычислительная машина, БЦВМ — бортовой компьютер летательного аппарата. По назначению БЦВМ могут быть специализированными для решения одной задачи и универсальными (многозадачными). По конструкции бывают автономными — в виде самостоятельного изделия, или встроенными в конструкцию какой-либо системы.
- Бортовое цифровое вычислительное устройство, БЦВУ — бортовой компьютер летательного аппарата. Термин более употребим к беспилотным ЛА типа управляемых ракет.
- Боевая часть, БЧ (в прост. — боеголовка) — составная часть неуправляемых и управляемых боевых ракет, предназначенная непосредственно для поражения цели действием взрыва, удара, огня. БЧ может нести обычный или ядерный заряд. БЧ с обычным зарядом делятся на фугасные, осколочные, кумулятивные, зажигательные. Также существуют БЧ вспомогательного назначения: агитационные, помеховые, дымовые, имитационные, световые и др.
- Бюллетень погоды — информационный документ, подготовленный метеорологической службой аэродрома (полка) и выдаваемый командиру экипажа ЛА перед полётом и руководителю полётов. В Б. п. указываются фактические данные о погоде на аэродроме взлёта, аэродроме посадки и погода на маршруте. Б. п. является одним из основных документов, на основании которого командиром полка принимается решение на полеты.
- Бюллетень технический  — типовой документ, разрабатываемый и выпускаемый разработчиком авиационной техники совместно с заводом-изготовителем или заводом-поставщиком изделия, и вводимый в действие командованием военно-воздушных сил. Бюллетени по назначению бывают информационные, эксплуатационные, доработочные и издаются для централизованного использования в авиационных в/частях при каких-либо изменениях в эксплуатационной документации либо конструкции ЛА, а также при необходимости выполнения доработок и порядке их выполнения.

## В
- Валёжка — боковая несбалансированность летательного аппарата при нейтральном положении органов управления, приводящая к самопроизвольным кренам ЛА. Может вызываться различными причинами.
- Варианты бомбовой нагрузки — перечень названий и калибров авиационных бомб и др. грузов, подвешиваемых на летательный аппарат, с учётом технических возможностей данного ЛА и тактической целесообразности применяемых средств поражения. Произвольная подвеска грузов (средств поражения) на ЛА — запрещена.
- Вариометр — манометрический указатель вертикальной скорости спуска или подъёма воздушного судна
- Взаимозаменяемость — свойство деталей или узлов машин, механизмов, аппаратов и др. технических конструкций, обеспечивающее возможность использования их во время сборки или замены при ремонте без дополнительной обработки при сохранении технических требований, предъявляемых к работе данного узла, механизма, машины или конструкции в целом. Взаимозаменяемость бывает полной, когда выполняется перестановка без каких-либо условий, или неполной, когда после перестановки требуются дополнительные работы, такие как подгонка, регулировка, настройка и т.п.
- Взлет — ускоренное движение самолёта (вертолета) с момента страгивания (момента отделения от ВПП при вертикальном взлете) до отделения от ВПП и набора высоты 10 м (высоты влияния экрана при вертикальном взлете).
- Взлётная дистанция — расстояние, проходимое самолётом по взлётно-посадочной полосе от исполнительного старта до набора некоторой нормированной высоты (обычно 10 метров).
- Взлётно-посадочные характеристики (летательного аппарата) — это такие характеристики, как: длина разбега, скорость отрыва, взлётная дистанция, посадочная  дистанция, посадочная скорость, длина пробега. Взлётно-посадочные характеристики определяются индивидуально для каждого типа или модификации ЛА и от них зависят потребные размеры ВПП аэродрома, с которого разрешается безопасная эксплуатация данного типа ЛА.
- Видимость (дальность видимости) — максимальное расстояние, с которого видны и опознаются объекты
- Видимость на ВПП (дальность видимости на ВПП) — максимальное расстояние, в пределах которого пилот воздушного судна, находящегося на осевой линии ВПП, может видеть маркировку её покрытия или световые ориентиры. За видимость на ВПП в тёмное время суток принимается видимость световых ориентиров.
- Видимость метеорологическая — горизонтальная видимость, определяемая метеорологической службой с помощью технических средств или визуально по ориентирам видимости
- Визуальный полет — полет, выполняемый в условиях, в которых пространственное положение самолёта определяется по видимому горизонту.
- Визирование цели — наблюдение цели и определение её координат в процессе прицеливания при стрельбе, бомбометании, торпедометании и т. п. В. ц. может осуществляться с помощью специальных прицельных устройств — оптических, радиолокационных, инфракрасных и др.
- Ведущий — это лётчик, которому подчиняются другие лётчики (экипажи) при групповых полётах или полётах в боевых порядках.
- Ведомственная авиация — авиация находящаяся в собственности какого-либо ведомства (госструктуры) и выполняющая задачи в его интересах. При СССР собственную авиацию имели такие структуры, как Министерство авиационной промышленности СССР, Министерство радиопромышленности СССР, Главное управление Северного морского пути и т.д.
- Ведомый —  это лётчик или экипаж, подчинённый ведущему (командиру группы) при групповых полётах или полётах в боевых порядках.
- Вероятность попадания — ожидаемый процент попаданий в цель при неизменных условиях. В. п. в цель заданных размеров определяется в результате расчетов по специальным таблицам или сравнением поражаемой площади цели с площадью рассеивания бомб для данных условий.
- Вертолёт (геликоптер) — летательный аппарат тяжелее воздуха, подъемная сила в котором создается одним или несколькими несущими винтами, вращаемыми одной или несколькими силовыми установками (двигателями).
- Весовая компенсация (рулей) — уравновешивание рулевой поверхности ЛА относительно его оси вращения, для устранения возможности возникновения нежелательных его вибраций либо дополнительных моментов от инерционных сил. На практике осуществляется установкой дополнительного груза впереди оси вращения рулевой поверхности.
- Ветрянка (взрывателя) — часть предохранительного механизма бомбового взрывателя в виде крыльчатки, удерживающая его от срабатывания до отрыва бомбы от самолёта или при сбрасывании бомб на невзрыв. В подвешенной на самолёт бомбе В. закреплена стопорной вилкой. При сбрасывании бомбы на взрыв стопорная вилка остается на самолёте, В. освобождается и под действием набегающего потока воздуха свинчивается со взрывателя, в результате чего ударник становится на боевой взвод.
- Весовая отдача — величина, равная отношению полезной нагрузки ЛА к его взлётной массе.
- Векторение — обеспечение навигационного наведения воздушного судна посредством указания определённых курсов на основе использования системы наблюдения ОВД.
- Винтомоторная установка — силовая установка летательного аппарата, включающая поршневой мотор, воздушный винт с редуктором, а также приборы и агрегаты, обеспечивающие работу силовой установки. При наличии на борту нескольких винтомоторных установок они называются общим термином — винтомоторная группа.
- Внеаэродромный полет — полет, выполняемый вне аэродрома (аэроузла) взлета.
- Водило буксировочное — приспособление, служащее для сцепления воздушного судна с тягачом во время буксировки. Водило изготовляется обычно в виде пустотелой металлической трубы,  на одном конце его расположена вилка для крепления к стойке шасси переднего колеса самолёта, а на другом — кольцо для крепления к буксировочному крюку тягача. Большинство водил имеют простейшее амортизационное устройство для гашения толчков и ударов, возникающих при буксировке.
- Военно-морские воздушные силы США (англ. Naval Air Forces) — морская авиация ВМС США. Крупнейшая в мире военно-морская авиационная составляющая флота.  Организационно разделены на Военно-морские воздушные силы Тихоокеанского флота США и Военно-морские воздушные силы Атлантического флота США. Авиапарк включает как палубные самолёты и вертолеты (F/A-18, E-2, SH-60 и др.), так и воздушные суда берегового базирования (C-130, P-3, C-40 и мн. др.).
- Воздушная гвардия США (англ. Air National Guard) — авиационные силы территориальной обороны США (Национальной гвардии), формируемые по милицейскому принципу в каждом штате. Основная задача авиации нацгвардии — противовоздушная оборона территории США, поисково-спасательное обеспечение, борьба с наркотрафиком. Численность частей Воздушной гвардии США более 100 тыс. человек. Общая численность самолётного парка составляет около 1300 единиц летательных аппаратов. Основная авиатехника Национальной гвардии — это лёгкие истребители типа F-16 и различные транспортные самолёты. В то же время являясь боевым резервом армии США на случай войны, в Воздушной гвардии имеются все остальные основные типы самолётов и вертолётов, включая тяжёлые истребители F-15C, штурмовики A-10A, специальные самолёты и некоторое количество вертолётов. Несмотря на то, что стратегической авиации в Национальной гвардии официально нет, тем не менее проводится подготовка резервистов и на тяжёлую авиацию, в том числе на стелс-бомбардировщики B-2 «Spirit» (131-е бомбардировочное крыло Национальной гвардии штата Миссури).
- Воздушные силы США (англ. United States Air Force, USAF) — самые крупные в мире военно-воздушные силы. Помимо сугубо  авиационных частей и подразделений самого различного назначения (примерно 5,5 тыс. пилотируемых и беспилотных летательных аппаратов), в состав USAF также входят стратегические ракетные войска, военно-космические силы, силы противовоздушной и противоракетной обороны, части специального назначения.
- Воздушная обстановка — взаимное расположение воздушных судов и других материальных объектов в определённом районе воздушного пространства.
- Воздушная трасса, авиалиния — контролируемое воздушное пространство (либо его часть) над поверхностью суши или воды в виде коридора, ограниченное по высоте и ширине, в пределах которого выполняются полёты самолётов и вертолётов по утверждённому маршруту.
- Воздушное судно, ВС — общий термин, обозначающий летательный аппарат, поддерживаемый в атмосфере за счет взаимодействия с воздухом, отличного от взаимодействия с воздухом, отраженным от поверхности земли или воды[6]
- Волновое сопротивление —  аэродинамическое сопротивление, возникающая при большой скорости полёта, когда число Маха превышает критическое. Появление В. с.  обусловлено тем, что при переходе от докритического обтекания к сверхкритическому вблизи поверхности ЛА (как правило на крыле) формируются местные сверхзвуковые зоны, замыкающиеся скачками уплотнения.
- Воспламенитель пусковой — узел в конструкции турбореактивного двигателя, предназначенный для факельного зажигания топлива в основной (или форсажной) камере сгорания. Воспламенитель обычно включает пусковую камеру сгорания с форсункой и свечой зажигания.
- Врачебно-лётная комиссия, ВЛК — специальный медицинский контроль за состоянием здоровья членов лётных экипажей военной и гражданской авиации на предмет годности к лётной работе по состоянию здоровья, а также первичное  медицинское  обследование кандидатов, поступающих в лётные училища. ВЛК также проходят лица, штатно работающие в системе управления воздушным движением.
- Время выбега — величина, характеризующая продолжительность работы по инерции механизма или машины с момента отключении источника энергии и до полной остановки. В  авиации параметр время выбега используется для контроля состояния некоторых механизмов, в том числе авиадвигателей.
- Время полётное — общее время с момента взлёта до момента посадки
- Время путевое — время пролёта участка маршрута между данными навигационными точками или пунктами.
- Всесоюзный институт лёгких сплавов, ВИЛС — научное и исследовательское учреждение в СССР и РФ. Создан в 1961 году в Москве. Осуществляет разработку технологии производства полуфабрикатов для авиационной промышленности, других отраслей техники и новых материалов для народного хозяйства.
- Всесоюзный научно-исследовательский институт авиационных материалов, ВИАМ — научное и исследовательское учреждение в СССР и РФ в области авиации.  ВИАМ был образован в 1932 году в г. в Москве на базе отдела испытаний авиационных материалов ЦАГИ. Разрабатывает конструкционные, коррозионностойкие, жаропрочные, износостойкие стали и сплавы, пластмассы, герметики, уплотнительные, тепло- и звукоизоляционные и др. материалы для авиации.
- Всесоюзный научно-исследовательский институт нефтепереработки, ВНИИ НП (ранее назывался ЦИАТИМ — Центральный институт авиационных топлив и масел) — научное и исследовательское учреждение в СССР и РФ. Создан 27 апреля 1933 года как Центральный институт авиационных топлив и масел, в 1941 году был объединён с Государственным институтом высоких давлений (ГИВД). В 1954 году ЦИАТИМ был объединён с ВНИГИ (Всесоюзный научно-исследовательский институт газа и искусственного жидкого топлива) и ВНИИТнефть (Всесоюзный научно-исследовательский институт по транспортировке, хранению и применению нефтепродуктов) и стал называться — Всесоюзный научно-исследовательский институт по переработке нефти и газа (ВНИИ НП). В настоящее время АО «ВНИИНП» является дочерним обществом компании «Роснефть».
- Вспомогательная силовая установка, ВСУ — небольшой двигатель на борту летательного аппарата, не предназначенный для движения воздушного судна, а служащий источником какой-либо энергии для внутренних нужд. В настоящее время это как правило небольшой газотурбинный двигатель с установленными на нём мощными электрогенераторами и гидронасосами, ранее применялись небольшие поршневые моторы.
- Вывод авиации из-под удара — вылет авиации по тревоге с аэродромов базирования в зоны ожидания или на другие аэродромы (аэродромы рассредоточения) в условиях явной угрозы нападения противника.
- Вывод герметический (гермомывод, также — гермоввод) — устройство для передачи поступательного или вращательного движения каких-либо устройств (тяг, тросов и т.п.) через стенку герметической кабины (гермошпангоут), с минимальными потерями по давлению.
- Вынос крыла (бипланной коробки) — продольное смещение в бипланах одного крыла относительно другого. В. к. измеряется по передним кромкам и считается положительным, если верхнее крыло смещено вперед относительно нижнего, и отрицательным, если верхнее крыло смещено назад относительно нижнего.
- Высота полёта — расстояние по вертикали от уровня, принятого за нуль отсчета высоты, до летательного аппарата. В. п. может быть абсолютной, исчисляемой от уровня моря, относительной — от уровня аэродрома взлёта (посадки) и истинной — от уровня местности, над которой пролетает самолёт. В. п. может измеряться барометрическим и радиотехническим способами.
- Высота рельефа — абсолютная высота рельефа местности.
- Высота нижней границы (кромки) облачности — расстояние по вертикали между земной (водной) поверхностью и нижней границей самого низкого слоя облаков.
- Высота перехода — высота, установленная для перевода шкалы давления барометрического высотомера на стандартное давление при наборе высоты полета
- Высота принятия решения, ВПР — высота, установленная для точного захода на посадку, на которой должен быть начат манёвр ухода на второй круг в случае, если до достижения этой высоты командиром воздушного судна не был установлен необходимый визуальный контакт с ориентирами для продолжения захода на посадку или положение воздушного судна в пространстве, или параметры его движения не обеспечивают безопасности посадки.
- Высотомер (уст. альтиметр) — прибор, предназначенный для измерения высоты полёта ЛА. Высотомеры по принципу работы делятся на барометрические, радиотехнические, ионизационные (гамма-лучевые) и др. Наибольшее применение на борту ВС получили барометрические и радиотехнические высотомеры.
- Высокоплан — самолёт-моноплан, в котором крыло проходит через верхнюю половину корпуса (фюзеляжа), располагается на нем или над ним (высокоплан-парасоль).
- Высший пилотаж — маневрирование самолёта с выполнением фигур сложного пилотажа в их сочетании (двойная полупетля, вертикальная восьмерка, бочки на вираже и др.). Кроме того, к высшему пилотажу относятся все виды перевернутого полета и выполнение фигур с отрицательными перегрузками. Высший пилотаж выполняется на высокоманевренных и маневренных самолётах.
- Высотность топливной системы — высота полета летательного аппарата, до которой обеспечивается нормальное питание авиац. двигателя топливом при заданных характеристиках топлива (упругость паров или вязкость). С поднятием на высоту падает атмосферное давление и происходит выделение из топлива газовых и паровых пузырьков на всасывающем участке топливной системы, что приводит к уменьшению наполнения насоса и падению создаваемого им давления. Это вызывает перебои в работе двигателя и может привести к полному прекращению подачи топлива. Для обеспечения большой высотности ТС увеличивают давление на входе в насос установкой в баках насосов подкачки, применяют закрытую топливную систему и увеличивают давление в баках для того, чтобы предотвратить парообразование топлива.
- Высотное снаряжение лётчика — индивидуальные средства жизнеобеспечения лётчика, защищающие его от неблагоприятного воздействия разреженной атмосферы и гипоксии на больших высотах. Включает кислородные маски, высотные компенсирующие костюмы, гермошлемы, высотные скафандры.
- Высотно-компенсирующий костюм, ВКК — личное снаряжение лётчика в виде комбинезона из прочной мало вытягивающейся воздухопроницаемой ткани, плотно облегающий тело и конечности летчика. Внутри комбинезона вшито пневматическое натяжное устройство в виде рядов камер: вдоль рук, туловища и ног, а сам костюм подключается к самолётным системам посредством объединённого разъёма коммуникаций, ОРК. ВКК предотвращает потерю лётчиком сознания из за отлива крови от головы к ногам, в полёте при интенсивном маневрировании и сопутствующих этому больших перегрузках, путём механического обжатия нижних частей тела (ног и брюшины). При аварийной разгерметизации кабины на высотах более 12 км ВКК обжимает тело лётчика, для предотвращения баротравмы лёгких из-за избыточного давления воздуха в организме.
- Входной направляющий аппарат (ВНА) — ряд неподвижных лопаток на входе в газотурбинный двигатель перед первой ступенью ротора компрессора. ВНА служит для предварительного закручивания потока воздуха перед входом в компрессор. ВНА может иметь поворотные лопатки для разных режимов работы двигателя, в этом случае он называется управляемым (регулируемым).

## Г
- Гайдроп — веревочная снасть аэростата, выпускаемая из гондолы в момент приземления; свободно свисающий Г., постепенно ложась на землю, уменьшает вес аэростата и скорость его снижения, предотвращая тем самым резкий удар гондолы о землю.
- Гаргрот — съемный продольный обтекатель на корпусе некоторых самолётов, закрывающий проводку управления, трубо- и электропроводы, выступающие из основных габаритов корпуса.
- Гарнизон авиационный — совместное расположение авиационных частей, учреждений и заведений (постоянное или временное) в населенном пункте или вне его. В состав авиационного гарнизона входит собственно аэродром, т. е. лётное поле со служебно-технической застройкой, а также казарменный городок и жилой городок с сопутствующей инфраструктурой. Границы авиационного гарнизона определяются приказом начальника гарнизона, а для наиболее значимых — приказом командующего войсками военного округа.
- Гексоген — бризантное взрывчатое вещество, предназначенное для снаряжения, в том числе,  авиационных бомб и снарядов в сплавах с тротилом (для уменьшения чувствительности к механическим воздействиям) и алюминием (для повышения температуры взрыва) в различных соотношениях. Эти сплавы называются ТГА (тротил-гексоген алюминий).
- Гермокабина — герметизированный отсек на борту воздушного судна с избыточным давлением воздуха и заданной температурой, предназначенный для работы экипажа и размещения пассажиров при полётах на высотах выше 4 тыс. метров. Для обеспечения герметичности гермокабины применяются специальные технические решения по герметизации швов, стыков, различные уплотнения и герметики, а также постоянный наддув Г. к. от системы кондиционирования. Свободную площадь гермокабины часто используют для размещения различной электронной аппаратуры, критичной к давлению и температуре.
- Гетинакс — слоистый пластик, изготовляется путём горячего прессования слоёв бумаги, пропитанных формальдегидной смолой. В авиации применяется в основном в электрооборудовании и радиоаппаратуре
- Гидроаккумулятор — резервуар, разделенный изнутри надвое упругой диафрагмой или свободно плавающим поршнем, по одну сторону которого находится жидкость, а по другую — газ под давлением. Гидроаккумулятор является источником гидравлической энергии и служит для выравнивания работы гидросистемы при значительных колебаниях нагрузки (провалах давления), а также в аварийных ситуациях и других случаях, когда отсутствует давление в гидросистеме. Например, от гидроаккумулятора работает стояночный тормоз колёс шасси.
- Гидроусилитель — силовое гидроустройство в системе управления, частично (обратимый Г.) или полностью (необратимый Г.) снимающее усилия летчика на рычагах управления самолётом. При необратимых Г. нередко применяются различные загрузочные устройства для создания лётчику привычных усилий.
- Гиперзвуковая скорость — 1. Скорость газа, намного превышающая местную скорость звука. 2. Скорость летательного аппарата, намного превышающая скорость звука в невозмущённом потоке (обычно M>5).
- Гировертикаль — гироскопический прибор, предназначенный для определения направления истинной вертикали места (направления силы земного притяжения в данной точке земной поверхности) или плоскости горизонта, а также измерения углов наклона объекта относительно этой плоскости. Используется для выдачи углов крена и тангажа в системы управления ЛА, а также как измерительный прибор дистанционного авиагоризонта.
- Главвоздухфлот (устар.) — Главное управление Рабоче-Крестьянского Красного возд. флота, существовавшее в СССР до 1924 г.
- Глиссада (фр. glissade — скольжение) — прямолинейная траектория снижения ЛА при заходе на посадку.
- Глубина боевого порядка — расстояние, занимаемое всем боевым порядком в направлении полета от носовой части ведущего до хвостовой части замыкающего самолёта (вертолета)
- Глубина цели — размер цели по направлению захода на бомбометание. В бомбардировочных расчетах Г. Ц. является исходной величиной при определении потребного и ожидаемого количества попаданий бомб.
- Гребень аэродинамический —  вертикальная аэродинамическая поверхность в конструкции самолёта. Аэродинамические гребни устанавливают на верхней поверхности стреловидного крыла, в этом случае они препятствуют перетеканию воздуха от корня к законцовкам при больших углах атаки. Для повышения путевой устойчивости гребни располагают в  плоскости симметрии самолёта в хвостовой части снизу — подфюзеляжный гребень, и сверху как продолжение киля — форкиль.
- Групповой полет — совместный полет двух и более летательных аппаратов под управлением одного командира, находящегося в составе группы.
- Группа руководства полётами, ГРП — должностные лица, прошедшие соответствующую подготовку и допущенные установленным образом к руководству полётами в аэродромной зоне, приёму и выпуску воздушных судов. ГРП назначается приказом командира на каждую лётную смену. Руководитель полётов (РП) на аэродроме в период проведения полетов подчиняется командиру полка и является непосредственным начальником всего личного состава, участвующего в проведении и обеспечении полетов. Руководство внеаэродромными полетами и перелетами осуществляют пункты управления (ПУ) в установленных для них зонах и районах или гражданские РЦ ЕС УВД.
- Гондола — 1. Кабина воздухоплавательного ЛА для размещения экипажа, снаряжения, балласта, грузов и т.д. 2. Элемент наружной конструкции ЛА удобообтекаемой формы, служащий для размещения разных устройств. Например, мотогондола предназначена для размещения двигателя и агрегатов силовой установки.
- Горизонт падения бомбы — горизонтальная плоскость, проходящая через точку падения бомбы.
- Горизонт сбрасывания — горизонтальная плоскость, проходящая через точку сбрасывания бомбы.
- Группа авиационная — 1. Временное объединение под общим командованием нескольких авиац. подразделений, частей или соединений (одного рода или различных родов) военной авиации, предназначенное для выполнения определённых задач в интересах боя, сражения или операции. В структуре «Аэрофлота» времён СССР авиагруппа состояла  из нескольких объединённых общим командованием авиационных отрядов, включающих самолёты различного типа и назначения. В некоторых иностранных армиях Г. а. представляет собой штатную авиационную часть (соединение). 2. Корабельная авиагруппа (АвГ) — группа летательных аппаратов и личного состава от одной воинской части, командированные установленным порядком на авианесущий корабль (АвНК). Если состав корабельной группы набран из разных авиационных частей, тогда она называется сводной корабельной авиагруппой.
- Группа боевого обеспечения — группа самолётов, предназначенная для обеспечения ударной (основной) группы самолётов. Г. б. о. могут создаваться для прикрытия ударной группы в полете от нападения истребителей противника, для подавления средств ПВО противника на маршруте полета ударной группы и в районе цели, для доразведки и обозначения цели, для радио- и радиолокационного противодействия, для разведки погоды по маршруту полета ударной группы и в районе цели и др.
- Группа контроля — группа самолётов, выделяемая для определения результатов нанесения авиац. (ракетного) удара.
- Группа прикрытия — группа истребителей, предназначенная для защиты других самолётов (групп) и войск (кораблей) от ударов противника с воздуха.
- Группа регламентных работ — штатное подразделение технического состава технико-эксплуатационной части авиационного полка, предназначенное для выполнения регламентных работ на летательных аппаратах. Организуются Г. р. р.  по различным специальностям.
- Группа технического обслуживания — штатное подразделение технического состава авиационной эскадрильи, предназначенное для технического обслуживания самолётов (вертолётов)  при подготовке их к полету и послеполётному обслуживанию. Г. т. о. организуются по всем основным специальностям.
- Групповая цель — это группа одиночных целей, расположенных известным способом.
- ГосНИИ ГА — Государственный научно-исследовательский институт гражданской авиации (до 1954 г. — НИИ ГВФ). Разрабатывает вопросы, связанные с эксплуатацией гражданской авиации: внедрение новых типов самолётов и вертолётов, создание тренажёров, совершенствование лётной и технической базы самолётно-вертолётного парка, разработка методов обеспечения безопасности полётов, повышение эффективности и экономичности ЛА, медико-гигиеническое обеспечение полётов, разработка методов отбора и подготовки лётного состава.

## Д
- Давление аэродрома — атмосферное давление на уровне рабочего порога ВПП
- Давление атмосферное стандартное — установленное значение давления 1 013,25 гектопаскаля (760 мм ртутного столба или 1 013,25 мбар)
- Дальность видимого горизонта — расстояние от наблюдателя до наиболее удаленных из видимых им точек ровной земной поверхности. Д. в. г. (км) определяется по формуле и зависит от высоты наблюдателя над уровнем моря.
- Дальность полёта максимальная — наибольшее расстояние, которое может пройти летательный аппарат в одном направлении при безветрии, на наивыгоднейших режимах полёта и при максимально заполненных топливных баках.
- Дальность полёта тактическая (тактический радиус действия) — дальность полета, при расчете которой учитываются расходы топлива на воздушный бой или пребывание в районе цели, а также на выполнение др. задач, не связанных с полетом по маршруту. Кроме этих расходов, из общего запаса топлива вычитается т. н. аэронавигационный  запас на случай изменения метеоусловий и тактической обстановки. Д. п. т. может быть значительно увеличена за счет дозаправки самолёта топливом в воздухе со специального самолёта-заправщика,  а также применения подвесных топливных баков.
- Дальность полёта перегоночная — максимальная дальность полета самолёта при отсутствии полезной нагрузки и полной заправке топливом.
- Датчик угла атаки (ДУА) — бортовой датчик, выполненный в виде флюгера и устанавливаемый снаружи на обшивке воздушного судна. ДУА непрерывно измеряет угол между набегающим потоком воздуха и строительной осью самолёта, то есть угол атаки. Сигнал с ДУА используется в различной бортовой аппаратуре, в первую очередь автоматом углов атаки и сигнализации перегрузок АУАСП.
- Датчик угловой скорости — гироскопическое устройство для измерения угловой скорости поворота корпуса летательного аппарата относительно невращающейся инерциальной системы координат. ДУС используется в автоматических системах управления различных летательных аппаратов: ракет, самолётов, вертолётов и др. В многоканальных системах несколько однотипных ДУС монтируют в одном корпусе, такая конструкция именуется блоком демпфирующих гироскопов (БДГ).
- Дельта-древесина — материал также известен под наименованием дерево-слоистый пластик (ДСП). Это композитный материал на основе формальдегидной смолы, армированной древесными волокнами. Дельта-древесина под маркой ДСП-10 наиболее широко применялась в конструкции самолётов 40-х годов двадцатого века, из неё изготавливались силовые элементы каркаса планера.
- Дельтаплан — сверхлегкий летательный аппарат, представляющий собой бескорпусный балансирный планёр с гибким треугольным крылом. Название произошло от греческой буквы Δ (дельта).
- Дельтадром (парадром) — участок земной поверхности со склоном, подготовленный и маркированный для размещения, взлета и посадки сверхлегких летательных аппаратов.
- Демонстрационный полет — полет с целью показа возможностей воздушного судна, летного мастерства (показ авиатехники, авиационный парад и т.п.)
- Динамика полёта — область науки, изучающий динамические свойства и движение в пространстве различных летательных аппаратов. В динамике полёта исследуется движение ЛА как в целом по траектории, так и движение относительно его центра масс в установившемся и переходном режимах; устойчивость ЛА на различных режимах полёта и его управляемость, а также при наличии различного рода внешних возмущений.
- Динамический потолок — 1. наибольшая высота, достигаемая самолётом в неустановившемся полёте 2. наибольшая высота, достигаемая вертолётом в полёте с поступательной скоростью.
- Дирижабль — аэростат, перемещающийся в атмосфере при помощи силовой установки и управляемый по высоте, направлению, скорости, дальности и продолжительности полета.
- Дифференциальный стабилизатор (дифстабилизатор) — цельноповоротный стабилизатор сверхзвуковых самолётов, консоли которого для управления по крену могут отклоняться от балансировочного положения в противоположные стороны.
- Девиация (досл. deviatio – отклонение) — погрешность показаний навигационных приборов и систем (магнитных, гироскопических, радиотехнических), возникающая вследствие разнообразных причин. Для уменьшения этих погрешностей разработаны специальные технологии настройки приборов, также составляются поправочные таблицы (графики) девиации. Эти настроечные работы называются списыванием девиации, а для их выполнения на аэродромах строят специальные площадки списывания девиации.
- Дежурный по стоянке подразделения, ДСП — вооруженный военнослужащий, назначаемый в суточный наряд для охраны самолётов, имущества и хозяйства авиационного подразделения, а также для наблюдения за порядком в рабочее время. ДСП назначаются в каждой эскадрилье и во время несения службы подчиняются дежурному по стоянкам части (ДСЧ).
- Держатель вооружения — это техническое устройство для подвески боеприпаса (-ов), с которого объект поражения отделяется только под действием массовых или аэродинамических сил (либо с некоторой помощью). Держатели классифицируют по способу установки на внутреннюю и наружную подвеску, а также по конструктивной схеме на кассетные (КД), балочные (БД), мостовые, ящичные, контейнерные.
- «Дерулюфт» — советско-германское совместное авиатранспортное предприятие, выполнявшее международные авиарейсы между СССР и Германией с 1922 по 1937 год.
- Десантно-транспортная авиация — структура, существовавшая в СССР с 1946 по 1955 год. Концепция ДТА была основана на применении десантных планёров для доставки десанта в тылы противника. Подобные идеи небезуспешно реализовывались в ходе ВМВ. В ДТА имелись планерные эскадрильи и эскадрильи самолётов-буксировщиков. В связи со сменой приоритетов ДТА была реорганизована в Военно-транспортную авиацию Военно-воздушных сил СССР.
- Десантирование — это переброска войск и грузов воздушным транспортом на территорию противника с последующей выброской (парашютным способом) либо высадкой (посадочным способом). Расстояние от исходного района до района десантирования называется дальностью десантирования, а от линии боевого соприкосновения сторон до района десантирования — глубиной десантирования.
- Десантно-транспортное оборудование ЛА (ДТО) — это оборудование, агрегаты и устройства на борту ЛА, непосредственно предназначенные для перевозки людей и грузов, а также для десантирования людей и грузов парашютным или посадочным способом.
- Дублирование (от фр. doubler - удваивать) — простейший вид резервирования, имеющий минимально возможную избыточность. Самый известный пример широко применяемого дублирования в авиации — это два лётчика и два поста управления в кабине ЛА.
- Дефектоскопический контроль —  это контроль в целях своевременного обнаружения трещин, коррозионных поражений, недопустимых изменений механических свойств и других дефектов материала высоконагруженных деталей АТ с помощью магнитопорошковых, ультразвуковых, акустических, импедансных, вихретоковых, капиллярных, радиационных дефектоскопов и оптических приборов.
- Дефлектор — приспособление для изменения направления потока газа, жидкости, сыпучих тел, звуковых волн. Дефлекторы широко применяется в авиации, например, в системах охлаждения воздухом нагретых элементов двигателя, в частности турбин газотурбинных двигателей и цилиндров поршневых двигателей воздушного охлаждения.
- «Добролёт» (устар.) — добровольное общество воздушного флота, предназначенное для организации в СССР и первичной эксплуатации пассажирских и грузовых возд. линий. Д. был основан в 1923 году. Авиапарк этой организации состоял из самолётов как отечественной разработки, так и импортных (в основном германского производства), также своими силами производилась сборка аппаратов по лицензии. Д. в 1930 году был преобразован во Всесоюзное объединение Гражданского возд. флота (предшественник «Аэрофлота»).
- Документация понумерная техническая — техническая документация, прикладываемая заводом-поставщиком к каждому изделию авиационной техники. К этой документации относятся формуляры самолёта и двигателя (-ей), а также паспорта на все изделия и комплектующие авиационной техники.
- Доплеровский измеритель скорости и сноса, ДИСС — бортовое электронное устройство, предназначенное для автоматического непрерывного измерения и индикации лётчику (экипажу) составляющих вектора скорости, модуля путевой скорости, угла сноса и координат летательного аппарата. В отличие от аэрометрических приборов ДИСС производит измерения относительно подстилающей (земной или водной) поверхности.
- Доразведка цели  — дополнительный сбор сведений о цели непосредственно перед нанесением удара (атаки) для обеспечения выполнения атаки или нанесения бомбардировочного (ракетно-ядерного) удара.
- Дренаж баков (топливных) — сообщение бака с атмосферой для предотвращения образования в нём вакуума при выработке из него топлива.
- Дюралюмин (дюралюминий, дюраль) — основной конструкционный сплав на основе алюминия с добавками меди, магния и марганца, применяемый в авиации. Имеет в промышленности маркировку — Д1, Д16, Д18, Д19; повышенной прочности — В65, В95; жаропрочный сплав ВАД1 и др.
- Дюрит (шланг дюритовый) — гибкий армированный рукав, изготовленный из нескольких слоев прорезиненной материи, покрытый изнутри и снаружи слоем специальной резины. В авиации дюритовые шланги применяется для изготовления муфт дюритового соединения различных трубопроводов — топливных, масляных, систем охлаждения, пневматических и т.д. Замена дюритовых шлангов одной системы на другую не допускается.

## Е
- Единая государственная авиационная поисково-спасательная служба СССР —  централизованная организация в масштабах страны, предназначенная для организации и осуществления поиска и спасения экипажей и пассажиров воздушных судов, терпящих или потерпевших бедствие, поиска и эвакуации космонавтов и спускаемых аппаратов, оказания помощи в аварийных ситуациях членам экипажей и пассажирам морских и речных судов и личному составу кораблей, а также для выполнения работ при авариях и катастрофах в народном хозяйстве, стихийных и экологических бедствиях. Начальнику ЕГ АПСС подчинялись все поисково-спасательные и парашютно-десантные службы всех родов войск вооружённых сил СССР, министерства гражданской авиации СССР, министерства авиационной промышленности СССР, министерства внутренних дел СССР, КГБ СССР, ДОСААФ СССР, а также всех остальных ведомств и организаций, имеющих воздушные суда.

## Ж
- Жидкость «И» — этилцеллозольв. Противокристаллизационная присадка. Добавляется в реактивное топливо (керосин) в количестве 0,1-0,3 %. Связывает в растворённом состоянии около 4% воды по отношению к своему весу, то есть примерно до 120 гр. воды на тонну керосина. На практике количество воды в топливе всегда меньше этой величины.
- Жидкость «3,5» — пламягасящий состав, жидкость с противокоррозионной присадкой, применяемая для тушения пожара на самолётах. Жидкость  «3,5» состоит из бромистого этила (67,2%), хлороформа (2,8%), углекислоты (30,0%). Эта жидкость заряжается в огнетушитель (баллон ППС) под давлением 70—90 кг/см2 при температуре +15° С.
- Журнал подготовки самолёта (вертолёта), ЖПС — основной учётно-отчётный документ по инженерно-авиационной службе в авиационных частях Союза ССР и РФ. ЖПС ведётся на каждый летательный аппарат. Существуют стандартизированные формы ЖПС для лёгких и для тяжёлых ЛА. В ЖПС заносятся все без исключения (любые) работы, выполняемые (проводимые) на конкретном ЛА и все замечания по эксплуатации ЛА, включая приёмо-передачу и вскрытие. В ЖПС отражается весь жизненный цикл летательного аппарата за отчётный период времени.

## З
- Заградительные огни — парные красные светильники, предупреждающие лётчика о возможном препятствии. Устанавливаются на высоких зданиях, мачтах антенн, вышках, дымовых трубах и тому подобных сооружениях как на аэродроме, так и в других местах, где возможно действие авиации.
- Законцовка — оконечная часть конструкции крыла, оперения или лопастей воздушного винта у летательных аппаратов.
- Зализы — обтекатели, обеспечивающие плавное обтекание мест сочленения различных агрегатов самолёта.
- Звуковой хлопок — акустическое явление, которое возникает при распространении в атмосфере ударных волн от тела, летящего со сверхзвуковой скоростью. В отечественной практике для предотвращения ущерба от хлопка полёт ЛА на сверхзвуковой скорости разрешён на эшелоне не менее 11100 метров, или на меньшей высоте — в специальных зонах. При выполнении боевых задач данные ограничения не действуют.
- Земной резонанс — быстро прогрессирующее колебания с возрастающей амплитудой у вертолёта с колёсным шасси, находящемся на земле. Частота колебаний зависит от частоты вращения несущего винта. Интенсивный З.р. может привести к аварии и потере вертолёта. Для борьбы с земным резонансом служат специальные методики по предотвращению попадания в этот режим и по выходу из него. Также на всех вертолетах с колёсным шасси гидравлические амортизаторы рассчитаны на гашение резонансных колебаний и имеют торможение штока не только на прямом, но и на обратном ходу.
- Зона аэродромная (пилотажная) — воздушное пространство установленных размеров для отработки техники пилотирования и других полетных заданий
- Зона ожидания — воздушное пространство установленных размеров, расположенное, как правило, над радионавигационной точкой аэродрома (района аэродрома, аэроузла), предназначенное для ожидания воздушными судами своей очереди захода на посадку или подхода к аэродрому
- Зона приземления — маркированный участок ВПП за её порогом, предназначенный для первого касания ВПП приземляющимися самолётами.
- Зона специальная — воздушное пространство установленных размеров, предназначенное для выполнения испытательных полетов, дозаправки топливом в воздухе, полетов на высотах ниже нижнего эшелона, на скоростях, превышающих скорость звука, пусков ракет, воздушных стрельб
- Зональная навигация — метод навигации, позволяющий воздушным судам выполнять полет по любой заданной траектории с использованием технических средств.

## И
- Инерциальная навигация — метод прокладки курса, берущий в расчёт исключительно параметры движения самого воздушного судна — скорость, курс и т. п., то есть не требующий наличия внешних ориентиров, маяков, сигналов.
- Инерциальная система наведения (ракеты) — это навигационное устройство на борту ракеты, включающее датчики движения (акселерометры) и датчики углового  вращения (гироскопы). ИНС позволяет активно управлять траекторией движения ракеты при отсутствии внешних ориентиров по маршруту полёта, тем не менее, для повышения точности определения координат дополнительно применяют астрономическую коррекцию, коррекцию по магнитному полю Земли или получение внешних данных (например, с навигационных спутников). В связи с необходимостью непрерывной обработки больших массивов информации в состав ИНС обычно входит центральный вычислитель (бортовое цифровое вычислительное устройство — БЦВУ).
- Инженерно-штурманский расчёт, ИШР — предварительный расчёт дальности и продолжительности полёта, определение расходов топлива на разных этапах полёта, выбор профилей и режимов полёта, а также расчёт в соответствии с заданием заправки, загрузки и центровки ЛА.
- Инструментальная система посадки, ИСП — комплекс наземного и бортового оборудования ЛА, позволяющий реализовать инструментальное управление (т.е. по приборам), в ближней зоне аэродрома и при заходе на посадку. Первая ИСП в СССР была разработана в 1948 году.

## К
- Кабан (устар.) — комплект стоек и расчалок, жестко крепивших центроплан над корпусом самолёта.
- Камуфлет — подземный взрыв фугасной авиационной бомбы, когда её мощности не хватает для выброса грунта с образованием воронки. При К. наблюдается вспучивание либо небольшое оседание грунта.
- Капонир (аэродр.) — инженерное фортификационное сооружение, в первую очередь предназначенное для защиты от поражающих факторов самолётных стоянок и различных площадок хранения (топливо и боеприпасы) на аэродроме. Наиболее простой К. представляет собой трехстороннее земляное обвалование по периметру аэродромной стоянки, часто совмещённое с газоотбойником. Более сложные и дорогие конструкции строят из стандартных бетонных блоков с грунтовой отсыпкой, внутри которых располагаются служебные помещения в виде ниш и бункеров. В годы ВОВ широкое применение получили полузакрытые дерево-земляные укрытия из брёвен и грунта.
- Капотирование, капотаж, капот (фр. capotage) — аварийное опрокидывание самолёта на переднюю часть или переворачивание вверх шасси.
- Классификационное число покрытия — число, выражающее несущую способность искусственного покрытия аэродрома для эксплуатации без ограничений.
- Кодовый неоновый светомаяк, КНС — аэродромный проблесковый маяк, непрерывно передающий световыми вспышками двухбуквенный телеграфный позывной, присвоенный данному аэродрому.
- Кок — деталь (оболочка) конической формы для уменьшения лобового сопротивления. Наиболее распространены обтекатели на втулках воздушных винтов и входных направляющих аппаратах ТРД.
- Колея шасси — расстояние между плоскостями симметрии колес главных ног шасси в стояночном положении самолёта.
- Колонка штурвала — вертикальная колонка, имеющая на верхнем конце штурвал. Отклонение колонки вперёд-назад служит для управления рулём высоты.
- Командир экипажа, КЭ (командир корабля, КК, для тяжёлых ЛА) — должностное лицо летного состава, которому подчиняется весь состав экипажа. К. э. является прямым начальником и несёт ответственность за обучение, воспитание и слаженность в работе экипажа, за подготовку к полетам всего личного состава экипажа, за точное выполнение полётного задания и соблюдение установленных правил полетов.
- Комель лопасти — часть лопасти воздушного винта, которая непосредственно крепится во втулке винта. Комель лопасти иногда называют корнем лопасти ВВ.
- Комендатура авиационная — авиационная воинская часть, которая предназначена для поддержания в рабочем состоянии запасного аэродрома, на котором нет своих летательных аппаратов. Штатное расписание л/с комендатуры рассчитывается из минимально необходимого количества людей, способных обеспечить приёмку и выпуск одиночных воздушных судов.
- Компоновочная схема (самолёта) — пространственное расположение частей самолёта и его устройств.
- Коноид — профилированная деталь в механических счётно-решающих устройствах.  Является функцией двух независимых величин.
- Контрольно-проверочная аппаратура (КПА) — наземные средства контроля специального назначения. КПА предназначена для проверки функционирования и снятия параметров различных систем авиационной техники при её техническом обслуживании. КПА обычно состоит из различных пультов, блоков и т.п. электрической и электронной аппаратуры, также могут быть анероидно-мембранные, вакуумные, пневматические или гидравлические устройства.
- Консоль (крыла) — отъемная часть крыла, соединяемая при помощи разъемных узлов с центропланом или фюзеляжем.
- Концевая зона безопасности — это зона, расположенная симметрично по обе стороны от продолжения осевой линии ВПП и примыкающая к концу полосы, предназначенная прежде всего для уменьшения риска повреждения самолёта при приземлении с недолетом до ВПП или при выкатывании за пределы ВПП. Обычно представляет собой спланированную площадку с покрытием или без.
- Концевая полоса торможения — определённый прямоугольный участок земной поверхности в конце располагаемой длины разбега, подготовленный в качестве участка, пригодного для остановки воздушного судна в случае прерванного взлета.
- Концевой выключатель, КВ — электромеханическое устройство, срабатывающие при определённом воздействии на него движущегося механизма или детали. Наиболее широкое применение КВ — формирование электрического сигнала (замыкание или размыкание цепи) при достижении механизмом какой либо конечной точки движения (отсюда название — «концевой»). КВ в авиации применяются в различных подвижных частях конструкции летательного аппарата. В более сложном варианте применяются блочные конструкции под названием — механизм концевых выключателей, МКВ.
- Координатор цели — также называют головкой самонаведения ракеты (ГСН). Координатор цели — это устройство, предназначенное для определения положения цели относительно ЛА и выработки необходимых сигналов управления полётом ракеты. Если координатор определяет углы рассогласования по горизонту и вертикали, то он называется декартовым. Если координатор определяет угол рассогласования и положение плоскости рассогласования (угол фазирования), то он называется полярным. В соответствии с диапазонами волн, в которых «видит» координатор, принято деление на оптические координаторы и радиолокационные координаторы. Оптические координаторы делят на световые (видимого спектра) и инфракрасные. Передатчик (излучатель) может находится на цели, на ракете или в другом месте. Если передатчик вместе с приёмником находится на ракете, то такой координатор называется активным координатором цели. Если цель облучается с внешнего источника (подсветка цели), то такой координатор будет полуактивным. Когда источником излучения является сама цель, то координатор называется пассивным координатором. Основными ТТХ координаторов являются: поле зрения, дальность, помехозащищённость и точность измерения.
- Корректор высоты — электрический анероидно-мембранный прибор на летательном аппарате, предназначенный для формирования сигнала о текущем значении отклонения барометрической высоты полёта самолёта от некоторого её заданного опорного значения. Используется в качестве датчика для автоматической стабилизации текущей высоты при автоматическом управлении полётом воздушного судна автопилотом или системой автоматического управления.
- Колебания самолёта — периодические вращательные движения самолёта около ц. т. и одновременные поступательные движения ц. т. по волнообразной траектории в пространстве. Причиной появления колебаний являются действие возмущения на самолёт, предоставленный самому себе, или периодические действия управления,вызывающие отклонения самолёта от установившегося режима полета. При этом после окончания действия возмущения появляются переменные по времени неуравновешенные силы и моменты, стремящиеся вернуть самолёт к исходному режиму или удалить от него. К. с. в зависимости от демпфирования бывают затухающими или возрастающими по амплитуде. К. с. в теории устойчивости движения разделяются на условно независимые, продольные и боковые, которые в свою очередь подразделяются на длиннопериодические и короткопериодические, накладывающиеся одно на другое и составляющие общее колебание самолёта.
- Командно-топливный агрегат (КТА) — агрегат в топливорегулирующей аппаратуре турбовинтового двигателя, отвечающий за оптимальную подачу топлива при запуске двигателя и при его работе на различных режимах.
- Командный пост управления — центральный механизм управления, установленный в кабине экипажа. Включают командные рычаги и органы управления. На одноместных самолётах командный пост управления соответственно один, на самолётах с многочленным экипажем центральных постов управления обычно два (левый и правый лётчик).
- Контрольная точка аэродрома (КТА) — точка, определяющая местоположение аэродрома в выбранной системе координат. Обычно контрольной точкой аэродрома служит геометрический центр главной взлётно-посадочной полосы, где он рисуется в виде белой окружности.
- Контровка (контровочная проволока) — стальная проволока, основное назначение которой — препятствовать самоотворачиванию и рассоединению различных крепёжных деталей в самолёте. Все разборные соединения в летательном аппарате в обязательном порядке дополнительно фиксируются тем или иным способом (шплинты, подпружиненные гайки, анкерные гайки, замки, защёлки, фиксаторы и т.д). Контровочная проволока производится без покрытия или оцинкованная. Наиболее применяемая в авиации контровка имеет диаметр от 0,5 до 2,0 мм.
- Конусность винта вертолёта — условная коническая поверхность, описываемая продольными осями лопастей несущего винта при его вращении. Угол конусности винта зависит от центробежной силы и тяги винта и может быть как положительным, так и отрицательным.
- Коуш — круглая или миндалевидная металлическая обойма с наружным жёлобом, вкладываемая в тросовую петлю для предохранения троса от износа.
- Коэффициент наполнения бомбы — отношение массы заряда взрывчатого вещества к полной массе бомбы.
- Крен — поворот самолёта вокруг продольной оси.
- Крешер — короткий цилиндрический стержень из твердой латуни, по деформации которого определяют силу взрыва или ударной волны.
- Кривая атаки — криволинейная траектория самолёта, при полете по которой возможно ведение прицельной стрельбы по воздушной цели из неподвижного оружия в течение определённого промежутка времени, необходимого для поражения цели.  Прицельный огонь, кроме случаев стрельбы в хвост или в лоб, можно вести только при полете по К. а., лежащей в области возможных атак.
- Кроки — план местности, составленный от руки на основании глазомерной съемки. Показывают общий характер местности и её наиболее важные объекты, которые могут иметь влияние на выполнение предстоящей задачи. Кроки обычно сопровождаются пояснительной запиской (легендой).
- Круг полётов — установленный маршрут (схема) в районе аэродрома, по которому или по части которого выполняется набор высоты после взлета, заход на посадку, ожидание посадки, полет над аэродромом или выход воздушного судна за пределы аэродрома. Круг полетов устанавливается, как правило, на аэродромах государственной и экспериментальной авиации
- Курс (летательного аппарата) — угол между вертикальной плоскостью, принятой за начало отсчёта, и проекцией продольной оси летательного аппарата на плоскость горизонта. Курс отсчитывается от 0 до 360°.
- Курс истинный (ИК) — угол, отсчитанный от плоскости географического меридиана
- Курс магнитный (МК) — угол, отсчитанный от плоскости магнитного меридиана
- Курсовой угол (КУ) — угол, отсчитанный по часовой стрелке (от 0 до 360°) от горизонтальной проекции продольной оси летательного аппарата до горизонтальной проекция линии, соединяющей летательный аппарат с наблюдаемым с него объектом.
- Курсовой угол радиостанции (КУР) — курсовой угол применительно к наземному источнику радиосигнала (обычно радиомаяку).
- Курсовая система (КС) — централизованная система на борту летательного аппарата, предназначенная для определения и указания курсов и углов разворота ЛА, пеленгов и курсовых углов радиостанций, а также выдачи сигнала курса и отклонения от курса потребителям на борту ЛА.
- Курсо-глиссадная система (КГС) — система привода на посадку, позволяющая садиться в условиях плохой видимости или, в некоторых случаях, при нулевой видимости.

## Л
- Ледерин — кожзаменитель, обивочный материал, который применялся в авиации для внутренней отделки кабин и салонов. Представляет собой хлопчатобумажную ткань, с одной стороны покрытую цветной плёнкой из пластифицированной нитроцеллюлозы.
- Лента киперная — тканевая лента комбинированного плетения различной ширины, служащая для обмотки, прошивки и местного усиления полотняной обтяжки.
- Летательный аппарат, ЛА — общий термин для всех изделий, предназначенных для полёта
- Летающая лаборатория — специально спроектированный, но чаще переоборудованный летательный аппарат для каких либо натурных испытаний, исследований или иных подобных работ.
- Лётно-испытательная станция, (ЛИС) — заводское подразделение, осуществляющее наземные и лётные испытания летательного аппарата на завершающей стадии производства. ЛИС даёт окончательное заключение о допуске воздушного судна к эксплуатации.
- Лётная книжка — документ, подтверждающий право летного состава на выполнение полетов на воздушных судах в соответствии с достигнутым уровнем подготовки, полученными допусками и натренированностью. Летная книжка действительна на все время состояния на летной работе. Замена летной книжки производится только в случае полного использования её разделов или же в случае прихода её в непригодное состояние (при этом предыдущая сохраняется)
- Лётная подготовка — обучение владению самолётом (вертолетом), его оборудованием и вооружением, ведению боевых действий (выполнению задач) одиночно, в составе подразделения и части в соответствии со своим предназначением. Являясь частью боевой подготовки, состоит из видов: техника пилотирования; навигационная подготовка; боевое применение; летно-тактическая подготовка.
- Лётная смена — период времени, определённый плановой таблицей полетов, в течение которого выполняются полеты. Перед началом летной смены руководитель полётов получает доклад о готовности лиц ГРП к работе, затем производится подъем авиационного флага на сигнальной мачте КДП. При даче команды на запуск двигателей первого летающего в смену воздушного судна одновременно с КДП производится пуск двух сигнальных ракет зелёного цвета. После окончания летной смены при получении доклада о заруливании последнего воздушного судна производится спуск авиационного флага и пуск двух красных ракет. При проведении на аэродроме полетов в несколько летных смен, следующих одна за другой, между ними должен быть перерыв не менее 1 часа (в вертолетных авиационных частях и летных военно-учебных заведениях - не менее 30 минут), необходимый для подготовки аэродрома[7].
- Лётная эксплуатация (воздушного судна) — это совокупность связанных с использованием воздушного судна, его систем и оборудования процессов и операций, выполняемых при подготовке к полёту и в полете лётным экипажем, с момента приемки воздушного судна от наземных служб под ответственность экипажа и до момента его сдачи под ответственность наземных служб. Эти действия регламентируются Руководством по лётной эксплуатации конкретного воздушного судна.
- Лётное поле — часть площади аэродрома, на которой располагаются взлетно-посадочные полосы с боковыми и концевыми полосами безопасности, рулежные дорожки, места стоянки самолётов (вертолетов), площадки для посадки вертолетов (самолётов вертикального взлета и посадки), технические позиции и площадки для подготовки самолётов (вертолетов) к вылету.
- Лётно-тактическая подготовка — вид летной подготовки, направленный на обучение ведению боевых действий (выполнению задач) одиночно, в составе подразделения и части.
- Лётно-техническое обмундирование, ЛТО — специальное вещевое имущество, единая спецодежда для летного и технического состава всех видов и родов авиации, специально разработанная для полетов и работы на авиационной технике. Для лётного и для инженерно-технического состава установлены разные виды и фасоны спецодежды, как и разные сроки носки.
- Лётчик-наблюдатель, летнаб  — член лётного экипажа, основной задачей которого является наблюдение на наземной и воздушной обстановкой. В дальнейшем должность летнаба трансформировалась в более узкие специальности: штурман, воздушный стрелок, оператор и т. п. В 21-м веке штатная должность лётчик-наблюдатель остаётся в авиалесоохране.
- Лонжерон — основной силовой элемент конструкции самолёта, располагающийся по длине крыла.
- Линия визирования — условная линия, проходящая чрез глаз человека параллельно направлению полета ЛА на нормальном угле атаки в горизонтальном полете без ускорения.
- Линия передачи данных — радиосвязные устройства для обмена кодированной информацией между наземными командными пунктами и бортом ЛА, а также для обмена тактической информацией внутри группы ЛА.
- Ложная тепловая цель, ЛТЦ — отстреливаемая с борта ЛА тепловая ловушка, предназначенная для перенацеливания атакующей вражеской ракеты, оборудованной системой наведения на  видимый спектр и (или) на ИК-сигнатуру.

## М
- Масло минеральное — смазочное масло представляющее собой продукт перегонки нефти, смесь высококипящих углеводородов с различными присадками или без таковых. Минеральные масла и их смеси долгое время применялись в авиации в качестве моторных масел поршневых и турбореактивных двигателей, а также в качестве трансмиссионных масел в различных агрегатах (например масла марок МС-14, МС-20, МК-8, МН-7,5У и др.), в гидравлических системах и различных самолётных агрегатах (например, широко распространенное гидравлическое масло АМГ-10 представляет собой керосиновую фракцию нефти с присадками).
- Масло синтетическое — смазочное масло, получаемое методом синтеза. Синтетические авиационные масла кардинально различаются по технологии производства, свойствам и области применения. Применяются в поршневых и в турбореактивных двигателях, в трансмиссиях, а также в самых различных системах и агрегатах летательного аппарата. Из наиболее известных: моторное масло для ТРД — ИПМ-10, ВНИИ НП-50, 36/1 КУА; трансмиссионное вертолётное масло Б-3В.
- Маршрут зональной навигации — это маршрут обслуживания воздушного движения, установленный для воздушных судов, которые могут применять зональную навигацию.
- Международная стандартная атмосфера,  МСА — условная осреднённая атмосфера Земли, принятая для удобства выполнения расчётов. В СССР введена 1 октября 1964 года по ГОСТ 4401-64. В МСА за начало отсчёта высоты принят уровень моря при следующих условиях: давление 760 мм рт. ст., температура +15°С, плотность воздуха 1,225 кг/м³.
- Местная воздушная линия — установленная для полетов воздушных судов на высотах ниже нижнего эшелона часть воздушного пространства, ограниченная по высоте и ширине, обеспеченная обслуживанием воздушного движения.
- Металлизация (на летательном аппарате) — электрическое соединение всей конструкции самолёта в единое целое установкой специальных перемычек металлизации.

## Н
- Навигационная подготовка — вид летной подготовки, направленный на обучение летчиков и штурманов ведению ориентировки в полете, выдерживанию параметров боевого (полетного) порядка и маршрута полета с выходом в заданную точку в установленное время.
- Наземная подготовка (лётного состава) — приобретение и совершенствование летным составом на земле знаний, умений и навыков, необходимых для выполнения обязанностей по должности и в полете. Являясь частью боевой подготовки, состоит из общевойсковой, специальной подготовки и подготовки к полетам.
- Наземная поисково-спасательная команда (НПСК) — штатная или нештатная команда на аэродроме, сформированная для проведения наземного поиска и оказания помощи экипажу и пассажирам воздушного судна, потерпевшего бедствие. Начальник наземной поисково-спасательной команды назначается из офицеров ИАС, прошедших специальную подготовку. Он подчиняется руководителю полётов. В государственной авиации полёты без приведения в готовность НПСК — запрещены.
- Назначенный ресурс — суммарная наработка объекта АТ, определяемая изготовителем, при которой эксплуатация должна быть прекращена независимо от его фактического технического состояния. Критерием назначенного ресурса АТ служат: невозможность поддержания заданной безопасности полётов или эффективности эксплуатации; износ, при котором восстановление работоспособности экономически нецелесообразно.
- Начало боевого пути — некоторая условная точка пространства, находящаяся в районе цели, от которой прокладывается линия пути на цель, определяется боевой магнитный путевой угол, а также начинается процесс прицеливания.
- Наддув баков (топливных или масляных) — создание заданного избыточного давления в баке, для предотвращения вспенивания или кавитации жидкости с падением атмосферного давления воздуха на высоте.
- Наддув блоков (радио) — создание избыточного давления воздуха в герметичных кожухах высоковольтных трактов радиопередатчиков, РЛС и других передающих станций на летательном аппарате, с целью предотвращения электрических пробоев и возникновения паразитных токов при пониженном атмосферном давлении на высоте.
- Наставление по производству полётов (НПП) — официальный документ, определяющий основные положения организации, подготовки и выполнения полетов на летательных аппаратах в государственной авиации. НПП определяет: классификацию полетов, обязанности летного состава и порядок допуска его к полетам, организацию полетов и руководство ими на сухопутных и морских аэродромах, общие правила подготовки и выполнения всех видов полетов и перелетов, а также порядок их обеспечения.
- Нервюра — элемент поперечного силового набора каркаса крыла, оперения и др. частей летательного аппарата или судна, предназначенный для придания им формы профиля.
- Несущий винт (вертолёта) — воздушный винт, предназначенный для создания подъёмной силы, движущей силы, а также для создания моментов продольного и поперечного управления вертолётом. Состоит из втулки винта и комплекта лопастей, а также из шарниров, демпферов и кольцевого токосъёмника. На вертолётах с соосными винтами различают верхний и нижний винт, а вся конструкция называется несущей системой вертолёта.
- Нивелировка самолёта — проверка геометрии планера самолёта с помощью нивелира, которым измеряется превышение нивелировочных точек конструкции самолёта. Результаты измерения сверяют с таблицами регулировочных данных самолёта. Для нивелировки летательный аппарат устанавливается в регулировочное положение с помощью нивелира так, чтобы его поперечная и продольная оси находились в горизонтальной плоскости. Нивелировка выполняется по базовым точкам на корпусе ЛА, называемых реперными точками. Нивелировка проводится на каждом вновь построенном ЛА, а также может потребоваться в эксплуатации (например, после грубой посадки).
- Нить «маккей» — льняная вощёная нить, применяется в авиации с 1933 года (по рекомендации лаборатории текстильных изделий ВИАМ), изготавливается по ГОСТ 14961-91 и до сих пор используется в различных сферах деятельности человека. Изначально нить «маккей» применялась для сшивания полотняной обшивки, обвязки и крепления элементов планера самолётов, затем её стали применять при монтаже жгутов бортовой электропроводки.
- Носимый аварийный запас (НАЗ) — индивидуальный комплект средств жизнеобеспечения экипажа воздушного судна, предназначенный только для экипажа и остающийся с ним при покидании аварийного воздушного судна[4].
- Носок крыла — передняя часть крыла до первого лонжерона или до первой стенки крыла.

## О
- Объективный контроль — контроль технического состояния АТ и соблюдения правил её эксплуатации летным и инженерно-техническим составом, иначе — это комплекс мероприятий по сбору, обработке и анализу инструментально регистрируемой информации о работоспособности АТ, действиях летного состава и ИТС по её эксплуатации. Объективный контроль подразделяется на оперативный, специальный и полный.
- Обвалование — индивидуальное насыпное защитное сооружение из грунта, устраиваемое на местах стоянок летательных аппаратов, на площадках хранения топлива или боеприпасов, а также на других потенциально опасных объектах аэродрома для защиты от поражающего воздействия боеприпасов и снижения возможного ущерба при нападении противника.
- Обеспечение полётов —  профессиональная деятельность должностных лиц авиационного полка и частей обеспечения, направленная на проведение полётов. Обеспечение полетов включает: обеспечение аэронавигационной информацией, штурманское обеспечение, инженерно-авиационное обеспечение, аэродромно-техническое обеспечение, связь и радиотехническое обеспечение, метеорологическое обеспечение, орнитологическое обеспечение, медицинское обеспечение, парашютно-спасательное обеспечение, поисково-спасательное обеспечение, объективный контроль полетов.
- Обжатие опор (стоек) шасси — вертикальное сжатие амортизаторов стоек шасси под весом самолёта. По видимому зеркалу штока амортизатора можно определить некоторые эксплуатационные параметры, например, степень зарядки амортизаторов азотом или загрузку самолёта грузом. Также при обжатии срабатывают концевые выключатели на стойках и электрический сигнал поступает в различные самолётные системы, которым необходимо для правильной работы знать, находится самолёт в воздухе или же на земле.
- Обледенение (ЛА) — налипание или отложение льда на поверхности самолёта или вертолёта при полете в капельножидких или смешанных облаках при отрицательных температурах или в переохлажденном дожде, мокром снеге и мороси. Наиболее значительные отложения льда отмечаются на передней кромке крыла, горизонтального оперения, на отдельных выступающих частях фюзеляжа, остеклении кабины летчика, на антеннах, приемных трубках аэронавигационных приборов, стволах оружия. На винтовых самолётах, кроме того, обледеневают передние кромки винтов и коки втулок винтов, а на реактивных самолётах с турбореактивными двигателями — входные кромки диффузоров, защитные сетки воздухозаборников, лопатки направляющего аппарата и первой ступени осевого компрессора. На самолётах и вертолётах с поршневыми моторами обледенению подвержены карбюраторы и всасывающие патрубки. Для борьбы с обледенением на борту ЛА установлена противообледенительная система, ПОС. Обледенение ЛА при стоянке на земле (на аэродроме) называют обмерзанием.
- Облёт (летательного аппарата) — испытательный полёт на проверку параметров и функционирования систем. Облет самолётов выполняется по программе облета, совмещать облет с выполнением других полётных заданий — запрещено. К облету допускаются летчики и штурманы 1-го и 2-го класса, прошедшие специальную подготовку и сдавшие зачеты по программе облета (полее полно см. ст. Контрольный облёт)
- Одиночная цель — это отдельный объект или сооружение.
- Однородность групповой цели — параметр, характеризующий степень уязвимости отдельных поражаемых объектов в групповой цели. При одинаковой уязвимости объектов принято считать групповую цель однородной, при существенной разнице в уязвимости отдельных объектов групповая цель считается неоднородной.
- Организация полетов — комплекс мероприятий, проводимых командирами и штабами авиачасти, частей (подразделений) обеспечения, включающий принятие решения на проведение полетов, постановку задач на полеты, планирование полетов, подготовку к полетам летного состава, лиц ГРП, авиационной техники и аэродрома, разведку погоды и разбор полетов.
- Ортодромия (в навигации) — дуга большого круга, являющаяся кратчайшим расстоянием между двумя точками A и B на поверхности земного шара. Экватор и меридианы являются частными случаями ортодромии.
- Окраска маскировочная (ЛА) — специальная окраска, призванная уменьшить вероятность обнаружения ЛА при стоянке на аэродромах и в полёте с помощью визуально-оптических и фотографических средств авиационной разведки. Делится на: 1. Одноцветная защитная окраска в тон местности, применяется на малоподвижных и всех стационарных объектах 2. Подражающая (имитирующая) окраска — многоцветная, воспроизводящая на поверхности маскируемого объекта и вблизи расположенной от него поверхности участка местности цветной рисунок конкретного участка фона 3. Деформирующая окраска (камуфляж) — крупнопятнистая, многоцветная, применяется только для окраски подвижных объектов, в том числе и самолётов, обладающих резко выраженной типичной формой, значительными габаритами и отчетливо заметных на переменных фонах[8].
- Окончание пробега — момент достижения самолётом (вертолетом) на пробеге скорости руления, позволяющей безопасное изменение направления движения. Скорость руления определяется руководством по лётной эксплуатации самолёта (вертолета).
- «Осоавиахим» (устар.) — общество содействия обороне страны, массовая добровольная организация граждан СССР, существовавшая с 1927 до 1948 года. Было образовано из Общества друзей воздушного флота (созд. в 1923 году) слиянием с обществом Доброхим.  ОСОАВИАХИМ имел своей целью содействие армии и флоту в военном обучении граждан и воспитании их в духе советского патриотизма. В 1948 году вместо О. были учреждены Всесоюзное добровольное общество содействия авиации (ДОСАВ), Всесоюзное добровольное общество содействия Армии (ДОСАРМ) и Всесоюзное добровольное общество содействия флоту (ДОСФЛОТ), которые в 1951 году были объединены в Добровольное общество содействия армии, авиации и флоту — ДОСААФ.
- Особая ситуация (особый случай) в полёте — ситуация, развитие которой способно перерасти в аварийную. К особым ситуациям относят: потерю пространственной ориентировки; потерю ориентации; потерю радиосвязи; внезапное ухудшение состояния здоровья или ранение членов экипажа; попадание в метеорологические условия, к полетам в которых экипаж не подготовлен; отказы систем и оборудования воздушного судна, с которыми дальнейшее продолжение нормального полёта невозможно; а так же к ОСП относят аварийное (вынужденное ) покидание воздушного судна.
- Очко бомбы — отверстие в корпусе бомбы для установки взрывателя
- Оцепление лётного поля — дополнительная охрана от проникновения посторонних лиц и животных на лётное поле аэродрома при проведении полётов. Команда оцепления назначается (комплектуется) из сержантов или солдат (старшин, матросов) авиационно-технической части, имеющих средства сигнализации (ракетницу с набором белых и красных ракет, белый и красный флажки, ночью — фонарь) и связи с КДП. Команда оцепления подчиняется помощнику РП.

## П
- Пеленг — 1. Направление на какой-либо предмет от наблюдателя, измеряемое углом, заключенным между вертикальными плоскостями истинного (истинный П.), магнитного (магнитный П.) или компасного (компасный П.) меридиана и вертикальной плоскостью, проходящей через место наблюдателя (центр компаса) и наблюдаемый объект. Счет П. ведется от 0° по ходу часовой стрелки до 360°. 2. Строй, в котором ведомые самолёты группы располагаются относительно ведущего (впереди летящего) самолёта уступом вправо-назад (правый П.) или уступом влево-назад (левый П.) на установленных интервалах, дистанциях и превышениях (принижениях).
- Перегонка (летательного аппарата) — перелет, осуществляемый в целях передачи самолётов (вертолетов) с предприятий промышленности или АРЗ в авиачасть (авиапредприятие) или наоборот, а также из одной авиачасти в другую. Юридическим основанием на перегонку летательного аппарата является полетный лист, подписанный командиром полка и заверенный гербовой печатью.
- Передовая команда — группа инженерно-технического состава, предназначенная для встречи ЛА при перебазировании и перелётах на внебазовых аэродромах посадки. Для перевозки передовой команды выделяется транспортный самолёт.
- Перелет — полет, выполняемый с посадкой на другом аэродроме (площадке).
- Перкаль — прочная хлопчатобумажная ткань. Достаточно широко применялась в авиации до середины двадцатого века в качестве обшивки элементов каркаса планера. Для улучшения эксплуатационных свойств часто покрывалась лаком или краской. П. выпускается промышленностью до настоящего времени под марками: АСТ-100, АМ-100, АОД; прорезиненная х/б ткань под маркой АХКР и др.
- Перепад давления — изменение величины барометрического давления в единицу времени. Перепад давления в полете возникает при наборе высоты, при пикировании и при разгерметизации кабины на высоте. При п. д. человек испытывает изменение объёма воздуха во внутреннем ухе, лобной и гайморовой полостях и в кишечнике, что вызывает неприятные ощущения, а иногда сильные боли. Для контроля перепада давление в кабине установлен прибор: указатель высоты и перепада давления.
- Перо лопасти (воздушного винта) — рабочая часть лопасти винта, специально профилированная для получения аэродинамической силы при вращении лопасти.
- Персеверация — характерный признак высотной болезни, заключающийся в непроизвольном повторении отдельных букв, слов и фраз при письме или в непроизвольном повторении действий.
- Пилотаж — маневрирование самолёта в горизонтальной, вертикальной и наклонной плоскостях. По степени сложности пилотаж подразделяется на простой, сложный и высший, а по количеству самолётов - на одиночный и групповой.
- Пилон — стойка (или ферма), жестко заделанная в фюзеляже (корпусе) самолёта и служащая для установки крыла над корпусом самолёта или для установки гондолы двигателя над крылом или под ним.
- Пиробензол — топливо для поршневых авиационных двигателей, топливная смесь из бензола, толуола, ксилолов и других высококипящих ароматических углеводородов, получаемая методом пиролиза нефтепродуктов. Пиробензол в качестве моторного топлива достаточно широко использовался до середины 20-го века.
- Пиропатрон — гильза с инициирующим взрывчатым веществом, применяемая в различных пиротехнических устройствах разового действия на борту ЛА (например,  для открывания замков бомбодержателей от электросбрасывателя).
- Плаз — панель или щит из металлического (дюралюминиевого) листа или фанеры, на поверхности которой выполняется плазовая разбивка — расчерчивание в натуральную величину теоретического чертежа детали или агрегата. Плазы применяются при плазово-шаблонном методе производства самолётов. В зависимости от размеров П. делятся на стационарные и переносные.
- План полета — документ установленного образца, в котором отображается порядок выполнения и обеспечения полета.
- Пла́нер (летательного аппарата) — несущая часть конструкции без силовой установки и целевого оборудования. Планер самолёта и его системы включают: фюзеляж (лодку), в том числе крыло, оперение, гондолы двигателей (пилоны), фонарь, окна, двери, люки, створки; шасси и его системы; систему управления полётом; топливную систему; гидравлическую систему; пневматическую систему; противообледенительную систему; систему кондиционирования; противопожарное оборудование; систему предупреждения и ликвидации помпажа; пассажирское и бытовое оборудование; погрузочно-швартовочное оборудование; систему водоснабжения и удаления отбросов; бортовую вспомогательную силовую установку; тормозную посадочную парашютную систему; систему аварийного покидания и спасения; систему управления входным устройством (воздухозаборником)[9]. Термин «планер» в точно такой-же интерпретации применяют по отношению к вертолётам.
- Планёр — безмоторный летательный аппарат, который поддерживает полёт за счёт аэродинамической подъёмной силы крыла, создаваемой набегающим потоком воздуха.
- Плановая таблица полетов — документ установленного образца, в котором графически и текстуально изложены (отображены) решение командира на порядок проведения полетов и задания экипажам, участвующим в них. Плановая таблица полетов может составляться в нескольких вариантах в зависимости от решаемых задач, уровня подготовки летного состава и ожидаемых метеоусловий. Она подписывается заместителем командира полка по лётной подготовке и начальником штаба полка перед постановкой задач летному составу на полеты и утверждается командиром полка после проведения контроля готовности к полетам летного состава. Плановая таблица полетов авиационной группы, базирующейся на корабле, подписывается командиром авиационной группы и утверждается командиром корабля. Утверждённая плановая таблица является юридическим основанием для выполнения полётов.
- Пластикат — полихлорвиниловая пластмасса, специально предназначенная для изготовления различных изделий методом литья под давлением.
- Плексиглас или органическое стекло (оргстекло) — термопластичный прозрачный пластик, широко используемый в авиации для изготовления остекления кабин и пассажирских салонов.
- Площадка предполётной проверки высотомеров — контрольная площадка на аэродроме с точно известным превышением или принижением относительно уровня КТА с точностью до 1 метра. На гражданских аэродромах такой площадкой может служить весь перрон, если общий перепад высот перрона не превышает 3 метра (10 фут). На военных аэродромах превышение/принижение (ΔР) определяется индивидуально для каждой оборудованной стоянки ЛА.
- Площадка торможения — приспособление на границах взлетно-посадочной полосы, устраиваемое на аэродромах, имеющих укороченные концевые полосы безопасности или препятствия у их границ, могущие привести к аварии самолёта при выкатывании его за пределы полосы безопасности. Наиболее простые П. т. устраиваются на грунте, вспаханном на разную глубину. Общая протяженность П. т. 200—400 м, а глубина вспашки грунта на площадке 5—30 см. В более современном варианте применяют специальные ломающиеся под определённым весом покрытия.
- Площадка целевого назначения — специально подготовленная обозначенная площадка, обеспечивающая отработку отдельных упражнений по видам летной подготовки, определённых Курсом боевой подготовки.
- Площадная цель — группа одиночных целей, расположенных неизвестным способом, но известна занимаемая ими площадь или территория.
- Путевая точка — воображаемая точка на карте, от которой ведётся отсчёт следующего отрезка пути при использовании инерциальной системы навигации. Обозначается пятью латинскими буквами — REDOO, CATLA, KEMTU и т. п.
- Полётный порядок — взаимное расположение самолётов, подразделений и частей при совместном полете, не связанном с выполнением боевой задачи.
- Полёт по приборам — полет, выполняемый в условиях, в которых пространственное положение самолёта определяется по пилотажным приборам.
- Полётный лист — юридический документ установленного образца, разрешающий командиру воздушного судна выполнение полёта. Вылет без оформленного полётного листа запрещается. Аэродромные полеты по утверждённой плановой таблице могут выполняться без полетных листов.
- Полигонный планшет — план полигона или района мишеней, подготовленный для графического определения координат точек падения бомб по результатам засечек оптических угломеров или замеров радиолокационных станций.
- Поляра (кривая Лилиенталя) — диаграмма, изображающая зависимость между коэфф. подъемной силы и лобового сопротивления крыла (самолёта, планера) при разных углах атаки. Если П. построить в одном масштабе, то вектор, проведенный из начала координат в любую точку кривой, будет равен коэфф. полной аэродинамической силы для данного угла атаки. П. самолёта (планера), помимо лобового сопротивления крыла, учитывает лобовое сопротивление остальных деталей самолёта и влияние интерференции. Вид П. зависит от геометрических параметров крыла и от критериев подобия (числа Рейнольдса, числа М). На больших скоростях полета, при которых сказывается сжимаемость возд. среды, каждому числу М соответствует своя П. П. позволяет определить характерные углы атаки крыла, то есть: угол атаки нулевой подъемной силы, критический угол атаки, наивыгоднейший угол атаки, углы атаки с одинаковым аэродинамическим качеством.
- Полярная авиация — авиация, предназначенная для выполнения специальных задач в высоких широтах. В СССР специализированная авиация появилась в Комитете Северного морского пути образованием Авиаслужбы «Комсеверпуть». В 1932 году было образовано Главное управление Северного морского пути (Главсевморпуть)  и при нём Управление воздушной службы. С 1936 года Управление воздушной службы стало называться Управлением полярной авиации Главсевморпути (УПА). В 1960 году Управление полярной авиации Главсевморпути было передано в Министерство гражданской авиации СССР. В 1970 году Управление Полярной авиации было ликвидировано, авиаобслуживание Арктики разделили на 4 сектора и передали территориальным управлениям Министерства гражданской авиации.
- Помпаж  (фр. pompage — колебания, пульсация) — нарушение газодинамической устойчивости работы турбореактивного двигателя, выражающееся в хлопках, периодическом дымлении или выбросах пламени из сопла, резкой потерей мощности. Помпаж может сопровождается вибрацией двигателя. Для борьбы с помпажем при переходных режимах работы двигателя применяют клапаны перепуска воздуха (или т.н. лента перепуска) — устройство, сбрасывающие лишний воздух из контура компрессора АД; регулируемый входной направляющий аппарат компрессора, позволяющий оптимизировать расход воздуха для различных условий работы. Для аварийных случаев применяется топливная (электронная) автоматика, ограничивающая подачу топлива в двигатель при признаках развития помпажа.
- Порог ВПП — начало участка ВПП, предназначенного для приземления воздушных судов. Обычно порог ВПП совпадает с торцом ВПП. Если же порог ВПП не совпадает с торцом ВПП, то он называется смещенным порогом ВПП.
- Посадка (летательного аппарата) — замедленное движение самолёта (вертолета) с начала точки выравнивания (начала торможения при вертикальной посадке) до касания ВПП и окончания пробега (до дросселирования двигателя после приземления при вертикальной посадке).
- Посадочная прожекторная станция — стационарно установленный или смонтированный на автомобильном шасси посадочный прожектор. Источником света служит дуговая лампа с угольными электродами или лампа накаливания большой мощности. Прожекторные станции используются в ночное время для подсвета начала ВПП, места приземления и указания направления посадки.
- Построитель прицела — совокупность узлов и механизмов бомбардировочного прицела, строящих автоматический угол прицеливания по вводимым в прицел входным параметрам. В зависимости от типа прицела различают векторные, синхронные и др. построители.
- Потери боевые безвозвратные (невозвратимые) — потери людей и авиатехники во время боевых действий от воздействия средств поражения противника. К ним относятся самолёты, вертолёты и другие ЛА, не возвратившиеся с боевого задания или уничтоженные на аэродромах (площадках), а также поврежденные при выполнении боевого вылета аварийные ЛА, выполнившее посадку, или повреждённые ЛА на местах базирования, но восстановление которых технически невозможно или нецелесообразно. К боевым потерям не относят катастрофы и аварии без прямого воздействия на ЛА средств поражения противника (такие потери относят к категории небоевых потерь)
- Превышение порога ВПП — абсолютная высота порога ВПП
- Превышение аэродрома — высота самой высокой точки ВПП относительно уровня моря.
- Предварительная подготовка — подготовка экипажа у вылету, а также технические работы на ЛА, выполняемые накануне вылета (за сутки). Для экипажа предварительная подготовка заключается в постановке задачи на полёты (на вылет), самостоятельной подготовке, тренажах и контроле готовности. В это время на летательном аппарате инженерно-техническим составом выполняются все положенные осмотровые работы, заправка топливом и жидкостями, зарядка систем газами, полная проверка исправности систем и агрегатов и т.п.
- Предполётные указания — инструктаж лётного и руководящего состава непосредственно перед началом лётной смены. На предполетных указаниях доводятся: фактическая метеорологическая (гидрологическая), орнитологическая обстановка и прогноз погоды в районе (на маршрутах) полетов, на запасных аэродромах; воздушная, наземная (морская) и навигационная обстановка в районе (на маршрутах) полетов и особенности руководства полетами; особенности использования средств связи и РТО полетов своего и запасных аэродромов; фактическое состояние аэродрома; взлетный и посадочный курсы; условия руления, взлета, ухода от аэродрома и выхода на него, захода на посадку и посадки; изменения в плановой таблице, начало и окончание полетов; особенности выполнения полетных заданий и эксплуатации авиационной техники; конкретные меры безопасности, обусловленные фактическими метеоусловиями и характером полетных заданий; местонахождение дежурных поисково-спасательных сил и средств, порядок их вызова; точное время и другие необходимые данные. Предполетные указания дает командир полка по окончании предполетной воздушной разведки погоды и после принятия решения на полеты по одному из запланированных вариантов, привлекая для этого экипаж самолёта-разведчика погоды, начальника метеослужбы (дежурного синоптика), начальника связи, старшего штурмана части (дежурного штурмана), а при необходимости и других должностных лиц.
- Предполётная подготовка — выполняется непосредственно перед вылетом воздушного судна. Для экипажей предполётная подготовка состоит из: медицинского контроля, предполётных указаний, выполнения необходимых расчётов для конкретных условий полёта, приёмки летательного аппарата от наземного персонала, проверки высотного и защитного снаряжения и подготовки рабочих мест к вылету. Предполётная подготовка на летательном аппарате выполняется наземными службами и заключается в осмотровых работах, выставке навигационной системы, вводе полётной информации, подзарядке и дозаправке систем ЛА при необходимости, подвески на борт вооружения или загрузки в соответствии с заданием.
- Приводная радиостанция, ПРС — радиотехнический объект, основой которого служит средневолновый радиопередатчик, который используется для радионавигации. Каждой ПРС присваивается одно-, двух- или трёхбуквенный индивидуальный телеграфный позывной.
- Приёмник воздушного давления, ПВД — самолётный датчик указателя воздушной скорости, устанавливаемый снаружи на корпусе воздушного судна и ориентированный по направлению встречного потока воздуха; ПВД состоит из камеры статического давления невозмущённого потока воздуха и камеры полного давления заторможенного потока воздуха.
- Пристрелка оружия — технические работы на ЛА по согласованию направлений осей оружия, установок вооружения и устройств измерения координат цели (оптических визирных устройств, теплопеленгаторов, антенн радиолокационных станций и т.п.) со строительной осью самолёта. Пристрелка бывает холодной и горячей. Холодная пристрелка выполняется с помощью угломерных приспособлений и приборов. Горячая пристрелка выполняется в специально оборудованном тире.
- Профиль полёта — траектория движения летательного аппарата в вертикальной плоскости.
- Причальная мачта — металлическая ферменная колонна для пришвартовывания в аэропорту дирижаблей. Бывают стационарные и передвижные. Последние устанавливаются на автомобиле или буксируются тягачами.
- Производство полетов — согласованные по времени и целям совместные действия личного состава авиационных и обеспечивающих частей (подразделений), пунктов управления, направленные на выполнение задач летной подготовки
- Продолжительность летной смены — время, отсчитываемое с момента начала взлета первого до момента окончания посадки последнего самолёта (вертолета) в соответствии с плановой таблицей полетов.  Полётное время разведчика погоды в общую продолжительность лётной смены не входит.
- Простой пилотаж — маневрирование самолёта в воздухе с выполнением фигур пилотажа с углами тангажа менее 45° и с кренами до 60° (вираж, горизонтальная восьмерка, змейка, боевой разворот, спираль, скольжение, пикирование, горка и др.)[10]
- Протектор топливного бака — специальная оболочка или покрытие на стенках топливного бака, предохраняющий топливо от вытекания при прострелах и повреждениях бака. Обычно в качестве протектора используются материалы, сильно набухающие при действии на них топлива, например, сырую резину.
- Противопожарная перегородка — конструктивная деталь силовой установки, герметически отделяющая отсек двигателя от остальных внутренних полостей самолёта. П. п. служит для локализации пожара, возникшего в двигательном отсеке, и предотвращения проникновения пламени в другие отсеки крыла и фюзеляжа. В отсеках газотурбинного авиационного двигателя часто устанавливают несколько перегородок, изолирующих горячие части двигателя (камеры сгорания, турбину, выхлопную трубу) от холодной части. Изготавливаются противопожарные перегородки обычно из листов жаропрочной стали.
- Противолодочное вооружение (летательного аппарата), ПЛВ — авиационные средства поражения (боевого воздействия) на ПЛ (бомбы, ракеты, торпеды, мины и т.д.), также включающие и средства поиска ПЛ (радиогидробуи и взрывные источники звука). Хранением и подготовкой к применению ПЛВ занимается специальное подразделение — база ПЛВ  (воинская часть).

## Р
- Радиовысотомер, РВ — радиолокационное устройство на борту ЛА, состоящее из радиопередатчика, радиоприемника и указателя высоты. РВ позволяет измерять истинную высоту полета по принципу отражения от земной поверхности электромагнитной энергии, излученной передатчиком. РВ делают отдельно для измерения малых высот и для больших высот. РВ малых высот (0—1200 м) работает на частотно-модулированном методе и используется в основном для определения высоты при заходе на посадку в сложных метеоусловиях. РВ больших высот (до 30 км) работает в импульсном режиме; практически ниже 100 м измерение высоты этим РВ невозможно.
- Радиолокатор диспетчерский (ДРЛ) — радиолокационная станция аэродрома для наблюдения за самолётами на лётном поле и в ближней зоне аэродрома (в радиусе 100-150 км)
- Радиолокатор обзорный (ОРЛ, также РЛС «подхода») — радиолокационная станция аэродрома, обеспечивающая наблюдение за воздушной обстановкой в радиусе 200-250 км. Может находится на удалении до 15 км от аэродрома.
- Радиолокатор посадочный (ПРЛ) — предназначен для контроля положения самолётов, совершающих посадку, относительно линии посадочного курса и глиссады.
- Радиопеленгатор аэродромный автоматический (АРП) — предназначен для опознавания отдельных самолётов и групп самолётов, прибывающих в район аэродрома. Обеспечивает определение азимута ЛА на расстоянии 100-150 км.
- Радиолокационная система посадки (РСП) — это работающие в системе диспетчерский локатор, посадочный локатор и автоматический радиопеленгатор.  Для удобства руководства процессом приёма в выпуска воздушных судов на командно-диспетчерском пункте аэродрома устанавливаются выносные индикаторы РСП (ВИСП).
- Радиомаяк глиссадный (ГРМ) — обеспечивает функционирование бортовой аппаратуры ЛА захода на посадку по КГС. Создаёт равносигнальную плоскость, совпадающую с плоскостью планирования по глиссаде снижения. Устанавливается слева от ВПП на расстоянии 120-180 метров от оси, и на расстоянии 200-450 м от торца ВПП.
- Радиомаяк курсовой (КРМ)— обеспечивает функционирование бортовой аппаратуры ЛА захода на посадку по КГС. Создаёт равносигнальное направление, совпадающее с плоскостью посадочного курса. Устанавливается на продолжении оси ВПП на расстоянии 125-1200 м от её торца.
- Радиомаяк маркерный, МРМ — навигационный радиопередатчик, обозначающий конкретную точку на поверхности планеты (пункт пролёта). МРМ имеет передатчик, работающий в метровом диапазоне и антенну с остронаправленной в вертикальной плоскости факельной диаграммой направленности излучения. Каждому МРМ присваивается индивидуальный телеграфный код.  В СССР/РФ маркерные радиомаяки, как правило, совмещены с приводными радиостанциями аэродрома, и в этом случае они называются: ближний приводной радиомаяк БПРМ и дальний приводной радиомаяк ДПРМ.
- Радиопротиводействие — комплекс мероприятий, исключающих или затрудняющих использование противником его радиотехнических средств самолётовождения, связи, а также радиолокационных средств обнаружения и наведения. Радиопротиводействие в комплексе включает: физическое уничтожение радиотехнических средств противника, организацию сети помеховых наземных и самолётных радиостанций, постановка пассивных помех, организация ложных радиопередач и ретрансляция передач приводных станций противника; применение различных средств радиомаскировки, а также выбор маршрута и профиля полета вне рабочих зон станций обнаружения и наведения противника; минимальное использование своих самолётных радиопередающих устройств и т. п.
- Радиотехническая система ближней навигации аэродрома (РСБН) — используется для непрерывного определения азимута и наклонной дальности на борту ЛА и на земле относительно места установки наземного азимутально-дальномерного радиомаяка (АДРМ). РСБН состоит из наземного оборудования: передатчиков азимутального сигнала, опорных сигналов и ретранслятора дальномера, приёмника сигналов бортового запросчика дальности, контрольного и выносного ИКО, антенных систем; бортовой аппаратуры РСБН на летательном аппарате. РСБН позволяет экипажу ЛА выполнять автоматическое возвращение на запрограммированный аэродром посадки и выполнение предпосадочного манёвра.
- Радиоэлектронное оборудование, РЭО (бортовое — БРЭО) — категория оборудования воздушного судна, при своей работе использующего энергию радиоволн. Делится на радиосвязное (РСО), радионавигационное (РНО), радиолокационное (РЛО) оборудование, и на аппаратуру электронного противодействия (РЭБ), также на борту ЛА могут присутствовать другие (специальные) изделия. Особенность конструкции бортового РЭО от наземных и других бортовых электронных систем ЛА в том, что во избежание электрических пробоев и паразитных токов все высоковольтные узлы и тракты заключаются в герметизированный корпус (-а), в который подаётся избыточное давление воздуха от бортовой системы наддува блоков.
- Разбор полётов — детальный анализ действий лиц руководящего состава, лётных экипажей и должностных лиц по окончании каждой лётной смены в авиационном полку (подразделении). Р. п. направлен в первую очередь на оценку качества организации лётной смены, на вскрытие ошибок и недостатков при производстве полётов и выработку решений по предотвращению их в дальнейшем. Р. п.  подразделяется на межполетный, предварительный и полный. При проведении р.п. используются технические средства контроля и документирования, а также доклады лётных экипажей, доклады группы руководства полётами, доклады руководящего инженерно-технического состава, других должностных лиц. Разбор полётов в эскадрилье проводит командир эскадрильи, в полку — командир полка лично. Материалы к полному разбору полетов в полку готовят заместители командира полка и начальники служб полка под руководством начальника штаба полка.
- Разведка погоды — проверка фактических метеорологических условий непосредственно перед полётами. Р. п. подразделяется на предварительную и предполетную, а также на радиолокационную и воздушную. Радиолокационная разведка погоды проводится расчётом аэродромных РЛ-средств по указанию руководителя полётов, для определения и уточнения зон облачности, осадков, грозовых явлений, скорости и направления их движения, а также для обнаружения скопления птиц в воздухе, определения высоты и направления их полета. Воздушная разведка погоды выполняется назначенным для этой цели экипажем. Она проводится в целях уточнения информации о метеорологической обстановке, полученной с помощью инструментальных средств, и определения возможного её изменения в период полетов. Предварительная воздушная разведка погоды проводится за несколько часов, а в некоторых случаях за сутки и более до начала лётной смены, для уточнения общей метеорологической обстановки, если имеющихся сведений недостаточно для определения возможных изменений атмосферных процессов. Предполетная воздушная разведка погоды проводится непосредственно перед летной сменой до начала предполетных указаний, для уточнения метеорологической и орнитологической обстановки в районе (на маршрутах) предстоящих полетов, а также для проверки работоспособности средств связи и РТО полетов. Полётное время разведчика погоды в общую продолжительность лётной смены не входит.
- Район ответственности — участок земной или водной поверхности, а также воздушное пространство над ним, в границах которого ответственность за какую-либо деятельность возложена на соответствующее должностное лицо.
- Распределительная коробка, РК (бортовой электросети) — дюралевый или стеклопластиковый короб с крышкой, со смонтированной внутри электросхемой. Основное назначение РК - это распределение электроэнергии между сетями и потребителями.
- Расход рулей — диапазон полного отклонения рулей, определяемый их конструкцией.
- Расчётное время прибытия ВС — расчетное время или момент выхода воздушного судна на аэродромное навигационное средство, а при его отсутствии — на геометрический центр ВПП (контрольную точку аэродрома);
- Регламент единый (технической эксплуатации) — документ, определяющий объёмы и единые сроки всех технических работ и видов обслуживания на летательном аппарате, по всем основным специальностям: по планеру, двигателю, авиационному вооружению, авиационному оборудованию, радио- и радиотехническому оборудованию. Единый регламент разрабатывается на каждый тип или модификацию летательного аппарата индивидуально, утверждается главным конструктором и главным инженером ВВС. В эксплуатирующей организации категорически запрещено самостоятельно вносить какие-либо изменения в единый регламент.
- Регламентные работы — периодическое техническое обслуживание объекта авиационной техники. Р. Р. проводятся в оговоренные сроки, в целях углубленной проверки технического состояния АТ и приведения её технических характеристик в соответствие с требованиями эксплуатационной документации. Для проведения Р.р. в авиационном полку организуется подразделение — технико-эксплуатационная часть.
- Режим полёта — параметры полета воздушного судна
- Реверс — устройство для направления части воздушной или реактивной струи вперёд по направлению движения самолёта. У реактивных самолётов реализуется путём перекладки створок двигателя, у винтовых — поворотом лопастей вокруг своей оси.
- Реверс элеронов — обратное действие элеронов, возникающее на некоторой определённой скорости полета и вызванное деформацией кручения крыла.
- Рекламация — требование заказчика об устранении недостатков поставленной продукции, проданной вещи, выполненной работы или о возмещении убытков. В практике эксплуатации авиационной техники рекламации предъявляются заводу-изготовителю (головному предприятию) или заводу-поставщику (покупных изделий) на объекты и изделия АТ, у которых в процессе эксплуатации были выявлены конструктивно-производственные недостатки. Рекламации принимаются заводом в течение гарантийного срока эксплуатации изделия авиационной техники, для чего составляется рекламационный акт по установленной форме. В случае отказа авиационной техники по причинам некачественного ремонта Р. предъявляется организации, выполнявшей ремонт.
- Ресурс (авиационной техники) — строго регламентированная наработка до определённого технического состояния. Ресурс исчисляется в наработке в часах, вылетах, циклах, а также в календарном исчислении. Существуют: назначенный ресурс, ресурс до первого ремонта, межремонтный ресурс. Назначенный ресурс и ресурс до первого ремонта устанавливается  изготовителем, межремонтный ресурс определяется авиаремонтным предприятием.
- Ретинакс — термостойкий  фрикционный композитный пластик, применяемый в авиации в качестве деталей тормозных систем. Детали из ретинакса получают горячим прессованием смеси из формальдегидной смолы, асбеста, барита и латуни (в виде проволок). Тормозные колодки из ретинакса работают при температуре до 1000-1200 С°.
- Ртуть гремучая — мелкокристаллическое, химически нестойкое вещество белого или серого цвета,  применяемое в авиационных взрывателях: в капсюлях-воспламенителях в смеси с бертолетовой солью и антимонием, а в капсюлях-детонаторах в чистом виде или в комбинации с бризантными взрывчатыми веществами.
- Рубеж возврата (ухода) — рубеж, рассчитанный так, чтобы в случае ухода с него на запасной аэродром количество топлива на борту воздушного судна к расчетному времени прилета (прибытия) было не менее минимального установленного.
- Руководство полетами — действия группы руководства полетами (ГРП) и расчетов, привлекаемых на полеты, направленные на обеспечение полноты, своевременности и безопасности выполнения экипажами самолётов (вертолетов) полетных заданий.
- Рыскание (рысканье) — угловые движения летательного аппарата относительно вертикальной оси

## С
- Самолёт — летательный аппарат тяжелее воздуха с аэродинамическим принципом полёта.
- Самолёт учебный (учебно-тренировочный, УТС) — самолёт (вертолёт) с двойным управлением, специально предназначенный для обучения летного состава технике пилотирования и навигации.
- Самолёт специальный — самолёт, предназначенный для выполнения специальных задач, связанных с использованием установленного на них специального оборудования.
- Сбрасываемые средства поиска (подводных лодок) — радиогидробуи (РГБ) различного типа действия и взрывные источники звука (ВИЗ).
- Сверхлёгкий летательный аппарат, СЛА — летательный аппарат, имеющий максимальную взлетную массу не более 495 кг, минимальную скорость полета — менее 65 км/час. Сверхлегкие летательные аппараты подразделяются на безмоторные (дельтапланы, парапланы и т.п.) и моторные (дельталеты, мотодельтапланы, мотопарапланы, автожиры, микросамолеты и т.п.).
- Светосигнальное оборудование (ССО) аэродрома — стандартизированное светотехническое оборудование, используется для обозначения подходов к аэродрому, указания посадочного курса и глиссады, обозначения границ ВПП, рулёжных дорожек, стоянок ВС и др. Все эти огни объединяются в различные группы, и каждая группа устанавливается на определённом участке аэродрома и имеет вполне конкретное назначение.
- Сигнал бедствия — запрос экстренной помощи в аварийной ситуации, передаваемый по техническим средствам связи. На воздушных судах предусмотрена как автоматическая передача кодированного сигнала «Бедствие», так и передача сигнала радиотелеграфом или радиотелефоном. При голосовом сообщении в обязательном порядке передаётся следующая информация: «терплю бедствие» («мейдей» при международных полётах) — три раза, затем «Я» (телеграфом «ДЕ», при международных полётах «THIS IS», один раз), далее позывной экипажа воздушного судна (три раза) и координаты места (три раза).
- Силикагель — обезвоженный прокаленный гель кремниевой кислоты. Аморфный кремнезем, имеющий пористую структуру, получаемый из растворимого (жидкого) стекла действием соляной кислоты, является хорошим влагопоглотителем и широко применяется в технике. В авиации силикагель применяется во влагопоглотительных патронах, которые устанавливаются в межстекольном пространстве кабин самолётов; в возд. фильтрах подачи воздуха в кабины; для консервации авиац. двигателей в упакованном виде; в фильтрах для очистки сжатого воздуха от влаги в компрессорных установках и т. д. Силикагель для влагопоглощения употребляется или в чистом виде или подкрашенным кобальтовой солью — силикагель-индикатор, который имеет голубую окраску и при насыщении влагой становится розовым.
- Силовая установка (летательного аппарата), СУ — это совокупность авиационного двигателя с агрегатами, системами и устройствами. СУ служит для создания силы тяги, необходимой для полёта и обеспечения работоспособности на борту систем энергоснабжения и жизнеобеспечения. На летательном аппарате может быть несколько силовых установок, которые нумеруются слева-направо при виде сзади.
- Система автоматического управления, САУ (полётом) — бортовое оборудование для автоматического пилотирования ВС. Отличается от автопилота более расширенными возможностями, в частности, программируемым управлением на разных участках полёта.
- Система нейтрального газа (НГ) — одна из бортовых систем летательного аппарата, основное назначение которой — предотвращение взрыва топливных баков при их повреждении. Нейтральный газ подаётся в надтопливное пространство баков, вытесняя кислород и создавая пожаровзрывобезопасную среду.
- Система управления ЛА — совокупность устройств, предназначенных для управления движением летательного аппарата. Система управления ЛА может быть ручной, автоматизированной (полуавтоматической) или автоматической. Если лётчик приводит в действие органы управления и устройства посредством собственной физической (мускульной) силы, то это будет чисто ручное управление. Если в процессе управления лётчиком в процесс управления вмешиваются автоматические устройства и системы, то это будет полуавтоматическое управление. Если весь процесс управления выполняется автоматикой без вмешательства лётчика, а роль человека сводится к контролю и наблюдению за функционированием автоматики, то это будет автоматическое управление.
- Скорость полёта (летательного аппарата) горизонтальная — скорость перемещения ЛА относительно поверхности земли или относительно воздушной среды.
- Скорость полёта истинная — скорость движения летательного аппарата относительно воздуха
- Скорость полёта крейсерская — воздушная скорость горизонтального полета, при которой величина отношения потребной тяги к скорости полета минимальна. Для дозвуковых ЛА обычно составляет примерно 0,7÷0,8 от максимальной скорости полета.
- Скорость полёта приборная — условная воздушная скорость, равная истинной воздушной скорости, приведенной к нормальной плотности воздуха
- Скорость полёта путевая — горизонтальная составляющая скорости движения относительно Земли. Путевая скорость равна геометрической сумме горизонтальных составляющих истинной воздушной скорости и скорости ветра
- Скорость вертикальная — вертикальная составляющая скорости движения относительно Земли.
- Сложный пилотаж — маневрирование самолёта в воздухе с выполнением фигур пилотажа с углами тангажа 45° и более и с кренами 60° и более (вираж, боевой разворот, бочки, петля, полупетля, пикирование, горка, переворот, полупереворот, переворот на горке, поворот на пикировании и др.).
- Средства войскового ремонта АТ — это технологическое оснащение общего применения (токарные, фрезерные, сверлильные, заточные станки, сварочные аппараты, приспособления для слесарных, клепальных, лакокрасочных и других работ, технологическое оснащение специального применения (стенды для ремонта агрегатов, блоков, коммуникаций систем летательного аппарата, двигателя, АО, РЭО и АВ), вспомогательные средства (легкоразборные помещения различных конструкций с комплектами оборудования для обогрева, вентиляции, освещения, средства связи и т.п.), подвижные контрольно-ремонтные средства (ПКРС) на автомобильных базовых шасси (АБШ).
- Станция предупреждения об облучении (СПО) — бортовая аппаратура радиотехнической разведки, предназначенная для обнаружения постороннего ВЧ-излучения, его места и  классификации. Может работать самостоятельно или в составе бортового комплекса обороны.
- Стартовое время — период времени, в течение которого экипаж имеет право выполнять полеты. Стартовое время отсчитывается при выполнении аэродромных и внеаэродромных полетов от фактического, а перелетов — от запланированного времени первого вылета. Максимальное значение стартового времени устанавливается действующими нормативными документами.
- Статическая устойчивость (летательного аппарата) — способность ЛА к восстановлению исходного равновесного движения при его нарушении возмущающим воздействием. Бывает продольная и боковая. Боковая устойчивость в свою очередь делится на поперечную и путевую (флюгерную).
- Служебно-техническая застройка (аэродрома) — нежилые здания и сооружения, используемые для обслуживания летательных аппаратов, обеспечения полётов и для содержания в исправности аэродрома. Из-за высотных ограничений по требованиям безопасности полётов служебные здания на аэродроме строятся не выше двух этажей (кроме здания КДП). Часть объектов служебно-технической застройки с целью повышения живучести делают заглубленными в грунт или обвалованными. В СССР были разработаны типовые проекты основных аэродромных зданий и сооружений.
- Съёмное оборудование ЛА — часть изделий оборудования и вооружения летательного аппарата, не входящая в конструкцию самолёта и легко отделяемая от элементов, их несущих, таких как оружие, фотоаппараты, бомбодержатели и пр. Съемное оборудование хранится в специальных контейнерах или в помещениях технических расчетов.

## Т
- Тангаж — угловое движение летательного аппарата или судна относительно главной (горизонтальной) поперечной оси инерции.
- Такелаж аэростата — веревочная и тросовая оснастка аэростата. Т. а. делятся на привязные, подвесные, бивачные и стартовые. Т. а. привязные служат для присоединения к аэростату привязного троса, подвесные — для присоединения гондолы к аэростату, бивачные — для закрепления аэростата при стоянке на биваке, стартовые — для обеспечения сдавания аэростата на тросе и подтягивания при его снижении.
- Тандер — регулировочная винтовая стяжка для тросовых и проволочных расчалок и тросов управления. Тандер состоит из муфты и двух наконечников, один из которых имеет левую резьбу, а другой правую, что позволяет вращением муфты регулировать общую длину тандера без закручивания тросов.
- Тахометр — прибор для измерения частоты вращения каких-либо агрегатов, в наиболее простом варианте состоит из датчика частоты вращения и указателя. В авиации применяются в основном дистанционные тахометры с магнитоиндукционными, частотно-импульсными и центробежными датчиками. Шкала индикатора в ряде случаев градуируется в процентах, а не в об/мин — для удобства считывания информации.
- Текстолит — слоистый пластик, изготовляется путём горячего прессования хлопчатобумажной ткани, пропитанной резольной или крезольноформальдегидной смолой. Стеклотекстолит изготовляется по аналогичной технологии путём горячего прессования стеклоткани смолой. В авиации из Т. и С. изготавливают шестерни, ролики, различные прокладки, теплоизоляционные покрытия, упругие мембраны, работающие в среде керосина (в топливных баках), сплошные и сотовые радиопрозрачные обтекатели антенн, а также различные изоляционные детали в электро- и радиооборудовании ЛА.
- Тележка стартовая (пусковая) — передвижной электроагрегат с аккумуляторными батареями большой ёмкости, смонтированный на двухколесной тележке и предназначенный для обслуживания самолётов (запуск авиац. двигателей и проверка электрооборудования самолёта под током). Т. с. широко применялись на самолётах с поршневыми моторами периода ВМВ, в настоящее время не применяются.
- Теория воздушного винта — раздел аэродинамики, изучающий методы расчета и формы возд. винтов, преобразующих мощность двигателя в тягу, для различных режимов движения самолёта или вертолета.
- Техник авиационный - должностное лицо, прошедшее обучение и подготовку по эксплуатации летательных аппаратов и их ремонту; Т. а. в своей массе делятся по более узким специальностям.
- Техника пилотирования — приемы управления самолётом. Т. п. на самолётах различных типов определяется инструкциями летчику.
- Техническое обслуживание (воздушных судов) — комплекс работ, предусмотренный Регламентом технического обслуживания, с целью постоянного поддержания в исправном состоянии и готовом к использованию по назначению объекта авиационной техники.
- Течение ламинарное — поток жидкости (газа), в котором все её струйки (или частицы) перемещаются параллельно друг другу, т. е. поток, в котором не происходит поперечного перемешивания частиц жидкости (газа), движущихся в различных слоях. Т. л. можно наблюдать в капиллярных трубках и в тонком пограничном слое.
- Течение струйное — узкая зона очень сильного ветра, расположенная обычно в верхней тропосфере и простирающаяся на тыс. км в длину, сотни км в ширину и несколько км в высоту. Минимальная скорость вдоль оси Т. с. принимается равной 30 м/сек, вертикальный сдвиг скорости ветра (градиент) 5—10 м/сек на 1 км, а горизонтальный — 10 м/сек на 100 км. Различают два типа Т. с. — фронтальное ( т.е. связанное с атмосферными фронтами), и безфронтальное.
- Тормоз воздушный (аэродинамический) — управляемое приспособление на самолёте, создающее увеличенное аэродинамическое сопротивление для уменьшения скорости полета.
- Точка невозврата — точка на маршруте полета, которая при данном режиме полета и навигационной обстановке с учётом запаса топлива является предельно достижимой.
- Точный заход на посадку — заход на посадку по приборам с навигационным наведением по сигналам азимута и глиссады снижения, формируемым с помощью комплекса  наземных и бортовых электронных средств, работающих как единое целое. Различают полностью автоматический заход на посадку (АЗП) и директорный заход (ДЗП).
- Триплекс силикатный — прозрачный материал, полученный склеиванием двух силикатных стёкол с помощью поливинилбутирольной плёнки (бутафоль). Используется при изготовлении передних электрообогреваемых стёкол самолётов и вертолётов.

## У
- Угол наклона глиссады (УНГ) — угол между плоскостью глиссады и горизонтальной плоскостью. Стандартный угол наклона глиссады для аэродрома в равнинной местности  составляет 2°40'. На величину угла наклона глиссады может влиять наличие препятствий в зоне аэродрома, соответственно, УНГ на отдельных аэродромах может увеличиваться до 4,5°.
- Угол тангажа — угол между продольной осью летательного аппарата или судна и горизонтальной плоскостью.
- Умформер — мотор-генератор, также электрический преобразователь. Электрическая машина для преобразования электрической энергии из одной её формы в другую. В авиации получили самое широкое применение с появлением на борту ЛА различной ламповой радиоаппаратуры, которая требовала для своего питания напряжения в сотни вольт. С появлением на борту сетей переменного тока 36 и 115/208 вольт умформеры потеряли свою значимость и стали вытесняться трансформаторами, а с развитием полупроводников умформеры (там где они ещё есть) заменяются статическими твердотельными преобразователями.
- Управляемость — способность летательного аппарата адекватно реагировать на действия летчика
- Устойчивость — способность летательного аппарата самостоятельно возвращаться к заданному режиму полёта после прекращения действия возмущающих сил, вызвавших это отклонение.
- Учебный полёт (учебно-тренировочный полёт, УТП) — полет на выполнение заданий в соответствии с курсом (программой) боевой подготовки (КБП). К учебным полетам относятся ознакомительные, показные, вывозные, контрольные, методические, тренировочные (с инструктором или самостоятельные).

## Ф
- Федеральные авиационные правила (ФАП) РФ — сборник юридической документации, призванный на законодательном уровне регулировать разностороннюю деятельность в едином правовом поле различных авиационных структур, действующих в стране. Все эти «Правила» ориентированы на максимальное достижение безопасности: полетов, воздушных перевозок и эксплуатацию воздушных судов. «Правила» обязательны к исполнению всеми физическими и юридическими лицами на территории Российской федерации.
- Флаперон — телескопизм слов flap (закрылок) и aileron (элерон), аэродинамическая поверхность, выполняющая функции элерона и закрылка, что позволяет упростить конструкцию и избавиться от некоторых нежелательных явлений, таких как обратная реакция по крену.
- Флаттер — сочетание самовозбуждающихся незатухающих изгибающих и крутящих автоколебаний элементов конструкции летательного аппарата, обычно это несущие конструкции: крыло самолёта или лопасти несущего винта вертолёта, а также рулевые поверхности. Флаттер возникает при определённой скорости (режиме) полёта. Причиной флаттера обычно является несовпадение центра жёсткости с центром масс и недостаточная жёсткость конструкции крыла. Для борьбы с Ф. требуется тщательный расчет, наземные и лётные испытания конструкции ЛА на резонансные колебания.
- Фюзеляж — корпус летательного аппарата. Связывает между собой крылья, оперение и (иногда) шасси. По конструкции Ф. делят на балочные и ферменные.

## Ц
- Целевой осмотр (воздушного судна) — детальная проверка отдельных агрегатов, систем, механизмов и элементов конструкции авиационной техники с какой-либо определённой целью.
- Централь скорости и высоты (ЦСВ) — централизованный пилотажный прибор, предназначенный для обработки и преобразования аэрометрических параметров полёта и дальнейшей выдачи их потребителям на борту летательного аппарата. Типовая ЦСВ выдаёт электрические сигналы относительной барометрической высоты полёта, истинной воздушной скорости, число М, температуру и относительную плотность наружного воздуха.
- Центральная гировертикаль (ЦГВ) — гироскопический прибор на борту ЛА, предназначенный для определения и выдачи электрических сигналов крена и тангажа нескольким потребителям
- Центровка ЛА — центр масс. Для самолётов центровка определяется в процентах от средней аэродинамической хорды (САХ) крыла. Для каждого типа самолёта или вертолёта устанавливаются допустимые эксплуатационные пределы передней и задней центровки. Выход за установленные пределы диапазона центровок запрещён, так как приводит к ухудшению устойчивости и управляемости ЛА.
- Центроплан — средняя по размаху часть крыла, присоединяемая к фюзеляжу или составляющая с ним одно целое.
- Цифровая вычислительная машина, ЦВМ (бортовая — БЦВМ) — узкоспециализированный компьютер на борту воздушного судна. В СССР ЦВМ появились на борту ЛА с середины  60-х годов 20-го века.

## Ш
- Шаг винта (шаг геометрический) — расстояние в осевом направлении, которое прошла бы хорда данного сечения лопасти винта при данном угле установки за один оборот, если бы не было скольжения. Величина шага винта: Н = 2πr tg φ, где r — расстояние сечения лопасти от оси вращения винта; φ — угол установки.
- Шасси (летательного аппарата) — это система опор, предназначенная для стоянки на земле, передвижения по аэродрому, взлёта и посадки летательного аппарата.
- Шимми — автоколебания колес (или колеса) на передней стойке шасси самолёта при определённом режиме движения. Прогрессирующий эффект шимми ведёт к потере управляемости при рулении и поломке механизмов стойки шасси. Для борьбы с этим явлением конструкция шасси тщательно рассчитывается, также применяются специальные гасители колебаний — демпферы шимми.
- Шпангоут — поперечное ребро, поперечный элемент жёсткости каркаса фюзеляжа, лодки, поплавка, гондолы и др. Ш. выполняется из различных профилей и прикрепляется к стрингерам и бимсам (продольному набору).
- Шпангоут силовой — усиленный шпангоут фюзеляжа, гондолы, лодки, поплавка, несущий на себе узлы крепления др. частей или агрегатов.
- Штепсельный разъём, ШР (авиационный) — многоконтактный электрический соединитель в бортовой электросети, состоит из вилки и розетки, которые неразрывно соединяются с помощью резьбового (реже байонетного) соединения. Наибольшее распространение получили штепсельные разъёмы серий ШР, 2РМ, 2РТ, 2РМДТ, СНЦ, 2РМД. Количество контактных пар в авиационном разъёме колеблется от одной до нескольких десятков.
- Штепсельный разъём аэродромного питания, ШРАП — стандартизированный силовой электроразъём на борту летательного аппарата, позволяющий подключить к бортовой сети наземный источник электрической энергии. Существует несколько вариантов ШРАП под постоянный и переменный ток.

## Э
- Эквивалентная мощность (турбовинтового двигателя) — это мощность, потребная для привода воздушного винта, тяга которого равна суммарной тяге двигателя.
- Экипаж лётный — лица лётно-подъёмного состава численностью 2 и более человек, прошедшие обучение, специальную подготовку, допущенные к полётам на летательном аппарате и к выполнению совместных функциональных обязанностей в полёте. Персональный состав экипажа определяется приказом соответствующего командира (начальника), организующего полеты.
- Электрооборудование (летательного аппарата) — некоторая часть оборудования ЛА в категории авиационное оборудование. Включает в себя бортовые источники электроэнергии, бортовую распределительную сеть до конечных потребителей, а также ряд общесамолётных электрических систем, таких как: электрические агрегаты взлётно-посадочных устройств, электроагрегаты системы управления полетом, электрика гидравлической и пневматической систем, общее освещение и световая сигнализация на борту ЛА и т. п.
- Электроснабжение (летательного аппарата) — совокупность источников электрической энергии, защитной и коммутационно-распределительной аппаратуры на борту ЛА и бортовой сети до распределительных устройств потребителей.
- Элерон (руль крена ) — рулевая поверхность, представляющая собой подвижную часть задней кромки крыла, отклоняемая вверх или вниз и предназначенная для управления самолётом относительно его продольной оси движения.
- Эллинг — сооружение, предназначенное для постройки, хранения и ремонта дирижаблей.
- Эшелонирование — общий термин, означающий вертикальное, продольное или боковое рассредоточение воздушных судов в воздушном пространстве на установленные интервалы.
- Эшелон полёта — установленная поверхность постоянного атмосферного давления, отнесенная к давлению 760,0 мм ртутного столба (1013,2 гектопаскаля) и отстоящая от других таких поверхностей на величину установленных интервалов. Эшелон полета определяется и выдерживается экипажем по барометрическому высотомеру, с учётом поправок, в соответствии с установленной методикой расчета.
- Эшелон перехода — установленный эшелон полета для перевода шкалы давления барометрического высотомера со стандартного давления 760,0 мм ртутного столба (1013,2 гектопаскаля) на давление аэродрома или минимальное атмосферное давление, приведенное к уровню моря.

## Ю
- Юбка капота — подвижные створки капота поршневого авиационного двигателя воздушного охлаждения, регулирующие охлаждение цилиндров.